# Evangelikalismus
Der Evangelikalismus (vom englischen evangelicalism) ist ein theologischer Sammelbegriff für mehrere Frömmigkeits- und Reformbewegungen innerhalb des Protestantismus, die stark beeinflusst sind vom deutschen Pietismus, vom britischen Puritanismus, vom englischen Methodismus sowie von den amerikanischen Erweckungsbewegungen des 18. und 19. Jahrhunderts. Der Evangelikalismus breitete sich konfessionsübergreifend aus. Anhänger dieser Strömungen werden heute als „Evangelikale“ bezeichnet.
Die Glaubenshaltung der Evangelikalen besteht in einer „persönlichen Beziehung“ zu Gott als ihrem Vater sowie zu Jesus Christus als ihrem „Herrn und Erlöser“. Initiiert werde diese Gottesbeziehung durch geistliche Erfahrungen, die zur Bekehrung führen. Es folgt eine persönliche, oft auch öffentlich gemachte Glaubensentscheidung, künftig in der Nachfolge Jesu leben zu wollen. In den meisten Freikirchen ist diese Entscheidung auch mit der sogenannten Gläubigentaufe verbunden.
Zentral für Glauben und Leben ist im Evangelikalismus die Berufung auf die als zuverlässig bezeichnete Lehrautorität der Bibel. Hier gilt die Überzeugung: „Die Bibel lebt, denn Gott redet durch sie.“

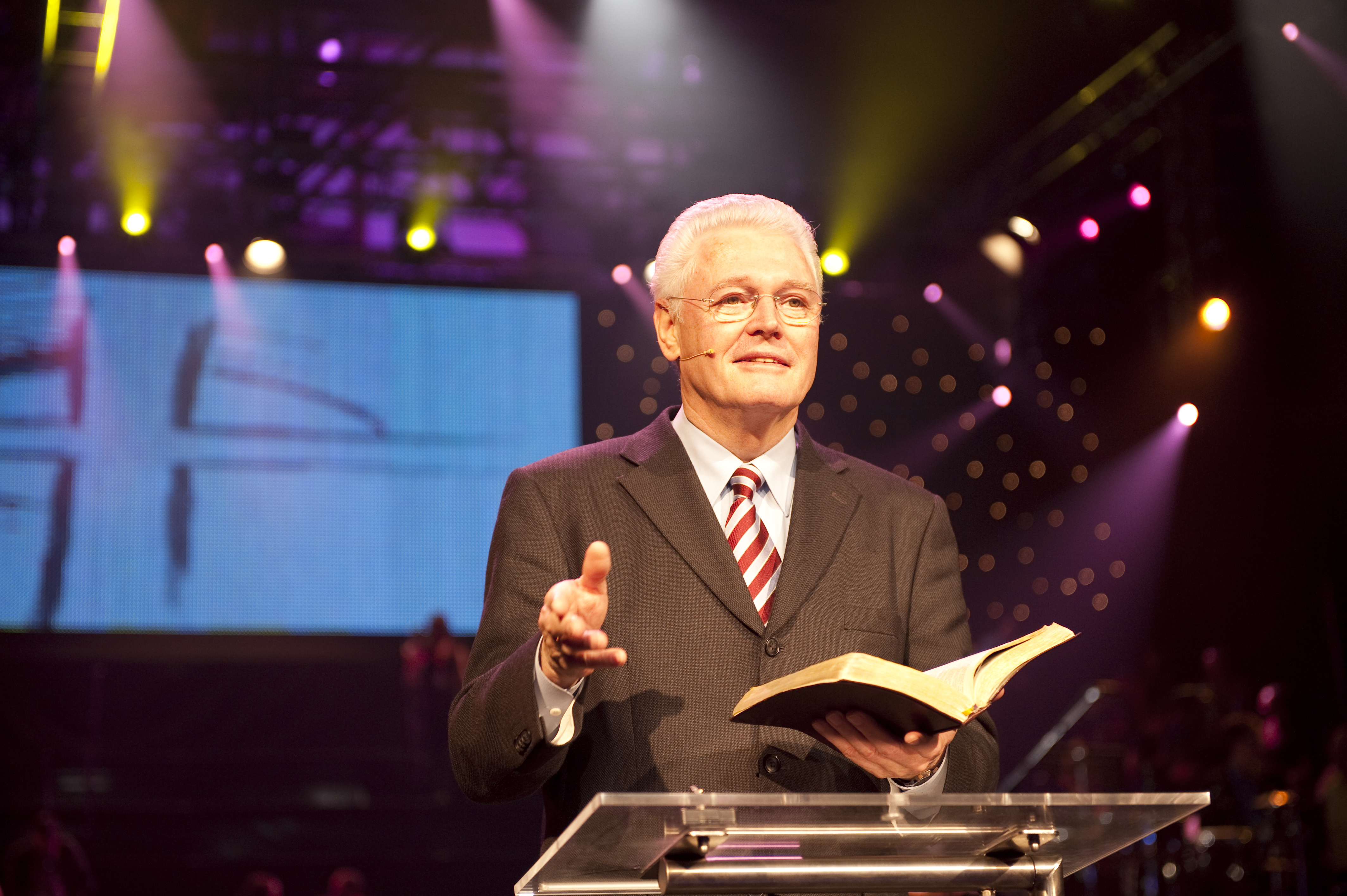
Ulrich Parzany als Hauptredner bei ProChrist 2009

Das zugehörige Adjektiv „evangelikal“ wird von dem umfassenderen Begriff „evangelisch“ unterschieden. Evangelikale Christen gibt es in verschiedenen protestantischen Konfessionen; sie können anglikanisch, baptistisch, lutherisch, methodistisch, uniert, reformiert, adventistisch oder pfingstlich sein. Manche fühlen sich, im pietistischen Sinne, konfessionsübergreifenden Bewegungen zugehörig. Der Begriff „evangelikal“ bezeichnet also keine bestimmte Konfession. Im deutschsprachigen Raum sind die Evangelikalen überwiegend in Freikirchen oder in Landeskirchlichen Gemeinschaften organisiert. Jedenfalls wird betont, wie wichtig und wertvoll es ist, Teil einer lokalen Gemeinde zu sein. Die Evangelische Allianz bildet einen organisatorischen Rahmen für die Evangelikalen.

## Begriffsgeschichte
Die im Deutschen relativ junge Bezeichnung evangelikal bedeutet „auf das Evangelium zurückgehend“. Heute versteht man darunter eine Form des Christentums, das sich umfassend an der Bibel orientieren möchte und daher auch „bibeltreu“ genannt wird. Daraus folgt eine Distanz gegenüber dem jeweiligen Zeitgeist sowie einer liberalen Theologie im weiten Sinn, womit bestimmte Tendenzen eines historisch-kritischen Umgangs mit der Bibel gemeint sind.
Die Geschichte des Begriffes beginnt in England, wo er bereits vor der Reformation verwendet wurde. Im England des 16. Jahrhunderts diente evangelical als Bezeichnung für Protestanten innerhalb des Anglikanismus und bedeutete zunächst nichts anderes als die deutsche Bezeichnung evangelisch. Der Begriff wurde hier später durch die Bezeichnung protestantisch verdrängt.
Mitte des 18. Jahrhunderts tauchte der Ausdruck evangelical wieder auf. Er diente jetzt als Attribut für die Vertreter der methodistischen Erweckungsbewegung. Methodists und Evangelicals wurden als austauschbare Bezeichnungen verwendet. Mit der Gründung der Evangelischen Allianz (englisch: Evangelical Alliance) wurde der verdrängte Begriff erneut aufgenommen. Diese Gründung erfolgte 1846 bei einer Konferenz in London. Es nahmen 921 internationale Vertreter teil, vor allem aus Großbritannien und den USA aus verschiedenen protestantischen Kirchen. Die Gründungsväter der Allianz repräsentierten nur jenen Teil des Protestantismus, der im Pietismus sowie in der Erweckungs- und Evangelisationsbewegung wurzelte. Deshalb nannten sie ihr Bündnis nicht Protestant Alliance, sondern in Abgrenzung dazu Evangelical Alliance.
In den USA wurde in der ersten Hälfte des 19. Jahrhunderts versucht, den Begriff evangelical neu zu definieren, allerdings zunächst vor einem anderen kirchlichen Hintergrund als in England. So unterschied zum Beispiel Robert Baird in seinem Buch Religion in America (1844) zwischen evangelical und unevangelical. Mit evangelical bezeichnete er alle Protestanten, die an der Bibel als verbindlicher Richtschnur festhielten. Unevangelicals waren für ihn die Katholiken, Unitarier, Swedenborgianer, Juden, Atheisten und Sozialisten. Erst gegen Ende des 19. Jahrhunderts, als innerhalb des amerikanischen Protestantismus die Auseinandersetzung mit dem theologischen Liberalismus aufbrach, verwandelte sich auch hier der Begriff evangelical von der protestantischen Sammelbezeichnung hin zum „Markennamen“ einer besonderen Richtung innerhalb des Protestantismus.
In Deutschland wurde der Begriff evangelikal erst in den 1970er Jahren eingeführt. Bis dahin stellte der englische Begriff evangelical seit dem 16. Jahrhundert einfach die Übersetzung des deutschen Begriffs evangelisch dar. Seit den 1970er Jahren bezeichnet der Begriff „evangelikal“ im deutschen Sprachraum zunehmend Erweckungsbewegungen und pietistische, reformatorisch-bekennende Bewegungen innerhalb von evangelischen Landes- und Freikirchen.
Im deutschen Sprachraum konnte man die wörtliche Rückübersetzung evangelisch für den gleichen Begriff nicht verwenden, da der Begriff bereits seit der Reformation im 16. Jahrhundert besetzt ist. Daher kam es zur Wortschöpfung evangelikal, vor allem nach dem Missionskongress in Berlin 1966. Evangelikale Christen sehen sich in der Regel auch als evangelisch (im Sinne von „sich auf das Evangelium berufend“). Da aufgrund der geistlichen Liberalität des größten Teils der den Landeskirchen verbundenen Menschen evangelisch eher in der Ausnahme auch gleichzeitig „bibeltreu“ bedeutet, verwendet man den Begriff evangelikal zur Abgrenzung von nichtbibeltreuen Richtungen.
Im Englischen hat evangelical gegenwärtig zwei Bedeutungen:
- Zum einen wird es mit evangelikal gleichgesetzt,
- zum anderen (seltener) einfach mit evangelisch, wie beispielsweise in der „Evangelical Lutheran Church in America“ (ELCA), der evangelisch-lutherischen Kirche der USA, die keineswegs „evangelikal“ ist.

## Verwendung des Begriffs
Der Begriff hat sich gegenüber ähnlichen Begriffen wie bibeltreu oder pietistisch durchgesetzt, da er vom Wort her die Verbindung sowohl zum Evangelium als auch zu einer internationalen Bewegung stark bibelorientierter Protestanten herstellt.

### Begriffsklärung
Nach dem vom britischen Historiker David Bebbington geprägten „Bebbington-Quadrilateral“ können Evangelikale anhand von vier Grundüberzeugungen beschrieben werden:
1. ihrer Betonung der Vertrauenswürdigkeit der Bibel
2. der Zentralität des Versöhnungswerks Christi am Kreuz
3. der Notwendigkeit einer persönlichen Bekehrung
4. dem aktiven Einsatz zur Ausbreitung des Evangeliums.[14]

Jürgen Werth, ehemaliger Vorsitzender der Evangelischen Allianz in Deutschland (EAD), charakterisiert die evangelikalen Christen gemeinsam mit Fritz Laubach folgendermaßen: „Sie sammeln sich um Bibel und Gebet und betonen die Notwendigkeit einer bewussten Glaubensentscheidung. Leben im Glauben bedeutet für sie gemeinsames missionarisches Zeugnis und soziales Engagement. Kritischen Anfragen an den christlichen Glauben und das kirchliche Bekenntnis stehen sie offen gegenüber, sind aber nicht bereit, beim Fragen stehen zu bleiben, sondern wollen zu konstruktiven Antworten kommen. Sie halten an der Vertrauenswürdigkeit der Bibel und am Bekenntnis fest.“ Er definiert weiter evangelikal als evangelisch im Ursprungssinne des Sola fide, sola scriptura, sola gratia, solus Christus. Diese Punkte eignen sich aber nur bedingt zur Unterscheidung von anderen Christen, denn sie sind gut evangelisch. Das Charakteristische sei eher, wie diese Punkte gefüllt, betont und miteinander verbunden werden.
Der Theologe Joel Edwards, ehemaliger Leiter der britischen Evangelical Alliance, spricht sich für eine Rehabilitierung des Begriffes evangelikal als „gute Nachricht“ aus: Es gebe kein passendes Synonym dafür; vielmehr gehe es darum, den Begriff positiv mit Inhalten zu füllen.

### Abgrenzung zum christlichen Fundamentalismus
Fundamentalismus kann grundsätzlich auf verschiedene religiöse Richtungen und Weltanschauungen bezogen werden. In der medialen Berichterstattung beziehungsweise der öffentlichen Debatte in Deutschland wird Evangelikalismus häufig mit Pietismus, Biblizismus und christlichem Fundamentalismus gleichgesetzt.
Klaus Kienzler etwa nennt als Gemeinsamkeiten eine Ablehnung der liberalen Theologie und der historisch-kritischen Exegese und den Glauben an eine Verbalinspiration der Heiligen Schrift. Ebenso werden das persönliche Bekehrungserlebnis und die Ablehnung anderer Religionen, die als Irrwege bezeichnet werden, angeführt.
Der ehemalige EKD-Ratsvorsitzende Wolfgang Huber hält es indes für falsch, Evangelikalismus und Fundamentalismus gleichzusetzen bzw. den Evangelikalismus für einen Neuimport aus Amerika zu halten:

„Was man heute evangelikal nennt, ist vor allem im Pietismus verankert. Der Pietismus ist eine landeskirchliche Bewegung, die von uns ausdrücklich bejaht wird.“

Nach Annette Kick, der Beauftragten für Weltanschauungsfragen der Württembergischen Landeskirche, ist zwischen evangelikalen und fundamentalistischen Christen zu differenzieren. Fundamentalismus lebe vom Gegensatz und verwerfe Fremdes. Jürgen Werth sieht einen wichtigen Unterschied darin, dass evangelikale Christen kritischen Anfragen offen gegenüber stünden. Der evangelische Theologe Reinhard Hempelmann betont, dass Evangelikalismus und protestantischer Fundamentalismus unterschiedliche historische Wurzeln hätten, dass der (deutsche) Evangelikalismus sich in Deutschland nicht, wie die amerikanischen Evangelikalen oder die fundamentalistische Partei Bibeltreuer Christen, politisch betätige und der Begriff Fundamentalismus „wertend und kritisch auf die Schattenseiten und Fehlentwicklungen protestantischer Erweckungsfrömmigkeit“ hinweise.
Die nicht-evangelikale Kulturwissenschaftlerin Marcia Pally weist in einer Studie über die „neuen“ Evangelikalen auf die Offenheit und Lernbereitschaft der evangelikalen Bewegung hin, die sich deutlich vom Fundamentalismus abgrenze. Laut Pally könne ein gleichermaßen bibelbezogener wie weltzugewandter Glaube und das gesellschaftliche Engagement „dieser frommen, weder fundamentalistischen noch fanatischen Gruppierung“ demokratische Gesellschaften stärken und biete Freiheitsgewinne für moderne, pluralistische Gesellschaften, also auch für den europäischen Kontext.
Donald Bloesch fasst das Verhältnis von Evangelikalismus und Fundamentalismus so zusammen: Evangelikalismus steht offen zu den Grundlagen (fundamentals) des christlichen Glaubens, übersteigt und korrigiert aber die defensive und sektiererische Mentalität, die gewöhnlich mit Fundamentalismus verbunden wird.
In Four Views on the Spectrum of Evangelicalism setzen sich drei US-evangelikale Theologen (Albert Mohler, John G. Stackhouse, Roger E. Olson) und ein selbsterklärter fundamentalistischer Theologe (Kevin T. Bauder) mit den beiden Bezeichnungen auseinander. Sie stimmen überein, dass es in Lehrfragen keinen wesentlichen Unterschied zwischen Fundamentalismus und konservativem Evangelikalismus gebe. Die vier Autoren sehen den wesentlichen Unterschied in der sekundären Trennung: Fundamentalisten gingen nicht nur gegenüber denen auf Distanz, die sie als Irrlehrer sehen, sondern auch gegenüber denen, die mit solchen Irrlehrern zusammenarbeiten und die dadurch nach fundamentalistischer Einschätzung die christliche Lehre kompromittieren. In der zweiten Hälfte des 20. Jahrhunderts habe der „Lackmustest“ für christliche Fundamentalisten in den USA darin bestanden, ob jemand mit dem evangelikalen Prediger Billy Graham (der zusammen mit Katholiken und Mainstream-Kirchen evangelisierte) zusammenarbeitete oder nicht.

### Politisierung des Begriffs „evangelikal“
Ähnlich wie beim Begriff „Fundamentalismus“ kommt es in den letzten Jahrzehnten insbesondere in den USA auch zu einer Politisierung des Begriffs „evangelikal“. Gleichzeitig löst sich dabei der eigentlich religiöse Gehalt auf.
Bei der Präsidentschaftswahl in den Vereinigten Staaten 2016 oder der Präsidentschaftswahl in Brasilien 2018 gab es einen politischen Schulterschluss von Evangelikalen und Erzkatholiken im Rechtspopulismus.
Auch in Deutschland gibt es eine zunehmende Zusammenarbeit mit konservativen Katholiken, so etwa beim Marsch für das Leben gegen Schwangerschaftsabbrüche oder bei der Demo für Alle gegen sogenannte frühkindliche Sexualisierung.
Unter Evangelikalen verbreitet ist die bedingungslose Unterstützung der Juden als „Gottes auserwähltes Volk“ und seines vom alttestamentlichen Gott versprochenen Staates Israel. Neben dieser Sichtweise einer andauernden Vorzugsstellung Israels gibt es bei vielen Evangelikalen die alternative Sichtweise einer Gleichstellung Israels mit anderen Völkern. Franz Graf-Stuhlhofer unterscheidet diese zwei Richtungen der Evangelikalen Israeltheologie. Die Vorzugsstellung wird vertreten von christlichen Zionisten, etwa in Organisationen wie der Internationalen Christlichen Botschaft Jerusalem (ICEJ); sie unterstützen die „Alija“, also die Migration von Juden nach Israel, sowie die Anerkennung Jerusalems als unteilbarer Hauptstadt des jüdischen Staates. Während Volkskirchen den „interreligiösen Dialog“ betonen und die „Judenmission“ ablehnen, sehen sich die meisten „messianischen Juden“ als Teil des evangelikalen Christentums.
Der Begriff „evangelikal“ kann im politischen Bereich gezielt verwendet werden. Aber auch ohne eine solche Absicht kann dieser Begriff eine politische Verbindung bekommen, indem sich Evangelikale politisch engagieren.

## Grundsätze evangelikalen Glaubens
Die Evangelikalen sind eine Bewegung und nicht eine Kirche mit klar definierten Dogmen, aber die hier aufgeführten Punkte werden von den meisten Evangelikalen bejaht. Individuelle Abweichungen oder Abweichungen von einzelnen Gruppen in einzelnen Punkten kommen häufig vor, wenn auch die Mehrzahl der Individuen und Gruppen in der Mehrzahl dieser Merkmale übereinstimmen. Evangelikale Theologie versteht sich als Gegenentwurf zur Liberalen Theologie.
Eine erste Aufstellung einer evangelikalen Glaubensbasis ist die Glaubensbasis der Evangelischen Allianz von 1846.
- Die Bibel: Evangelikale sehen die Bibel als Gottes Wort, von Menschen aufgeschrieben, aber von Gottes Geist inspiriert. Über das genaue Verständnis der Inspiration besteht keine Einigkeit. Nicht alle Evangelikalen glauben beispielsweise an die Irrtumslosigkeit der Bibel und die Verbalinspiration. Die Bibel sei der verbindliche Maßstab des Glaubens und der Lebensführung, an dem sich alles andere messen müsse. Evangelikale sind sich bewusst, dass die Bibel ausgelegt werden muss, sind aber der Überzeugung, dass auch Nichttheologen die Bibel richtig verstehen können. Wörterbücher, Konkordanzen und Kommentare werden oft verwendet, und bestimmte Kommentare sind für manche evangelikale Richtungen weithin maßgeblich, zum Beispiel die der Scofield-Bibel für Teile des Dispensationalismus.
- Sündhaftigkeit und Schuld setzen den Menschen Gottes Zorn und Verdammnis aus. Die Erlösung hieraus könne nur durch einen Gnadenakt Gottes erfolgen und setze den Glauben an Jesus Christus, seinen stellvertretenden Opfertod und seine Auferstehung sowie die Bekehrung und Wiedergeburt durch den Heiligen Geist voraus.
- Die persönliche Glaubensentscheidung: Christentum basiert für Evangelikale auf einer persönlichen, bewussten Entscheidung für den christlichen Glauben und einer persönlichen Beziehung zu Jesus Christus, die auch im Alltag Auswirkungen auf das persönliche Handeln haben muss. Kirchenmitgliedschaft allein genüge nicht, es bedürfe einer persönlichen Abkehr vom alten Leben und einer Hinwendung zu Jesus Christus (Bekehrung). Diese bewusste Entscheidung wird in Form eines persönlichen Gebets vollzogen, das als Lebensübergabe bezeichnet wird. Aufgrund der Vorstellung einer persönlichen Beziehung zu Gott rechnen Evangelikale mit dem direkten Eingreifen Gottes in ihr Leben. Wunder halten sie für möglich oder zumindest nicht ausgeschlossen, entdecken aber Gottes Wirken auch in alltäglichen Begebenheiten. Die Gläubigentaufe für Erwachsene wird in manchen Bewegungen als symbolische Bestätigung der Hinwendung zum „Reich Gottes“ praktiziert.
- Das Priestertum aller Gläubigen spielt bei Evangelikalen eine wesentliche Rolle. Jeder Einzelne soll persönlich mit der Bibel umgehen, sie privat und in Kleingruppen studieren, auslegen und auf sich wirken lassen. Daher finden sich unter Evangelikalen viele Laien mit beträchtlicher Bibelkenntnis. Für Leitungs- und Schulungsaufgaben ist eine formelle theologische Ausbildung nicht unbedingt erforderlich. Die mit dem allgemeinen Priestertum verknüpfte Frage, inwieweit Frauen an Leitungsaufgaben und geistlichen Ämtern innerhalb der Gemeinde beteiligt werden sollen, wird unter Evangelikalen sehr unterschiedlich beantwortet.
- Kirche und Konfession sind oft von untergeordneter Bedeutung. Die meisten Evangelikalen sehen sich als Teil der weltweiten Christenheit und fühlen sich ungeachtet ihrer Kirchen- oder Gemeindezugehörigkeit mit anderen Evangelikalen verbunden. Jedoch stehen Evangelikale der ökumenischen Bewegung häufig distanziert gegenüber, insbesondere die römisch-katholische Kirche wird als irrend abgelehnt,[33] ebenso orthodoxe Kirchen, aber auch der liberale Protestantismus. Nicht-evangelikale Christen werden von manchen Strömungen als „Namenschristen“ abgewertet, die neu evangelisiert werden müssten.
- Absolutheitsanspruch: Mit Ausnahme des Judentums, das bei manchen Evangelikalen einen Sonderstatus genießt, werden andere Religionen (zum Beispiel Islam, Buddhismus) als Irrwege abgelehnt. Ein Interreligiöser Dialog findet meist nur unter missionarischem Gesichtspunkt statt.
- Mission: Evangelikale sehen es als wichtig an, ihren Glauben gegenüber allen Nicht-Christen in ihrem Sinne zu bezeugen und die biblische Erlösungsbotschaft zu verbreiten. Evangelikale und Pfingstkirchen beteiligten sich 2007 erstmals an einer Konsultation über Bekehrung im Rahmen des gemeinsamen Studienprozesses von Vatikan und Ökumenischem Rat der Kirchen. Die Konsultation in Toulouse vollzog damit einen weiteren Schritt hin zu dem Ziel eines gemeinsamen Verhaltenskodex für Bemühungen, Menschen zum Christentum zu bekehren.[34] Eine weltumspannende Initiative ist in diesem Zusammenhang das Joshua Project, eine Datenbank zur Identifikation der Anzahl von Christen und Nicht-Christen in allen Ethnien der Erde. Ziel ist der Anstoß missionarischer Bemühungen, insbesondere, um Anhänger schriftloser „Stammesreligionen“ dauerhaft zu gewinnen.

## Evangelikale Theologie
Ein Meilenstein bei der Herausbildung der evangelikalen Bewegung war der Internationale Kongress für Weltevangelisation 1974 in Lausanne. Die darauf zurückgehende Lausanner Verpflichtung stellt eine einflussreiche Glaubensbasis dar. Die dort gehaltenen Vorträge vertiefen einzelne Aspekte. In deutscher Sprache wurden sie in zwei umfangreichen Bänden unter dem Titel Alle Welt soll Sein Wort hören veröffentlicht. Dadurch konnten sich weite Kreise damit beschäftigen. Es folgten weitere Kongresse (Lausanner Bewegung).
Im Gefolge dieses Kongresses initiierte der anglikanische Theologe John Stott ein Zusammentreffen, das zur Gründung der Fellowship of European Evangelical Theologians (FEET) führte. In Deutschland entstand der Arbeitskreis für evangelikale Theologie (AfeT). Dieser gab ab 1987 das Jahrbuch für Evangelikale Theologie heraus. Neben mehreren Aufsätzen enthielt jeder Band auch einen umfangreichen Rezensionsteil, der ab 2017 nicht mehr in gedruckter Form, sondern online erscheint.
In der evangelikalen Theologie sind das Vereinigte Königreich und die USA führend; siehe auch unten Literatur und Persönlichkeiten. John Stott hat zusammenfassend eine Theologie festgehalten. Eine europäische evangelikale theologische Zeitschrift ist das European Journal of Theology ab 1992.
Während es im späten 20. Jahrhundert noch eine starke Abhängigkeit vom Englischen gab, änderte sich das. 1982 erschien in den USA das umfangreiche Buch Old Testament Survey. Dieses wurde ins Deutsche übersetzt und bearbeitet. 2023 erschien eine umfangreiche AT-Einleitung, an der sich insgesamt 31 Autoren beteiligten, zu einem großen Teil aus dem deutschen Sprachraum. Darin zeigt sich eine zunehmende Eigenständigkeit europäischer evangelikaler Theologie. An dieser Entwicklung dürften zwei Faktoren beteiligt sein: Erstens die zunehmende Akademisierung in der Gesellschaft, wodurch auch die evangelikale Welt beeinflusst wird (Bibelschulen ohne Abschluss verlieren an Bedeutung); zweitens die Einsicht, dass eine einfache Ablehnung der Einschätzungen von Universitätstheologen nicht ausreicht, sondern eine fundierte Auseinandersetzung mit theologischen Fragen nötig ist (nun werden finanzielle Mittel aufgebracht, um evangelikale Theologen zu unterstützen, damit diese auch für Forschung Zeit widmen können).
Aus Kreisen des AfeT entstand das mehrbändige Evangelische Lexikon für Theologie und Gemeinde. Die erste Auflage erschien ab 1992, eine völlige Neubearbeitung erscheint seit 2017. Hier liegt ein besonderes Augenmerk auf Anliegen und Ergebnisse des von Pietismus, Erweckungs- und evangelikaler Bewegung geprägten Protestantismus. Im Vergleich mit anderen theologischen Lexika werden hier die Freikirchen sowie die Charismatische Bewegung weit stärker berücksichtigt.

## Innerevangelikale Streitfragen
Während sich die meisten Evangelikalen mit den Grundsätzen der Lausanner Bewegung einig sind, gibt es zu Einzelfragen der Fundamentaltheologie, der Seelsorge und der Kirchenverfassung innerhalb der Bewegung ein breites Spektrum mit teilweise sehr unterschiedlichen Meinungen, die jedoch von den meisten Evangelikalen als Teil der evangelikalen Bewegung gesehen werden. Beispiele solcher Einzelfragen sind:
- Taufe (Kindertaufe, Gläubigentaufe, Taufe durch Besprengen oder Untertauchen)
- Abendmahl (reformiert, lutherisch, methodistisch)
- Die Beziehung zwischen Gesetz und Evangelium
- Episkopale, presbyterianische oder kongregationalistische Kirchenstruktur
- Heilsgewissheit
- Inklusivismus oder Exklusivismus
- Kurzzeitkreationismus, Langzeitkreationismus oder theistische Evolution
- Gaben des Heiligen Geistes
- Verständnis Höllenbegriff (wörtliche oder metaphorische Auslegung)
- Frauen und geistlicher Dienst
- Scheidung und Wiederheirat

Der Zondervan-Verlag gibt die Serien Counterpoints: Bible and Theology (18 Bände) und Counterpoints: Church Life (4 Bände) heraus, in der solche Fragen jeweils von drei bis sechs evangelikalen Theologen kontradiktorisch behandelt werden. Jeder stellt seine Sichtweise dar und kommentiert aus seiner Sicht die Stellungnahmen der übrigen Autoren.

## Verbreitung

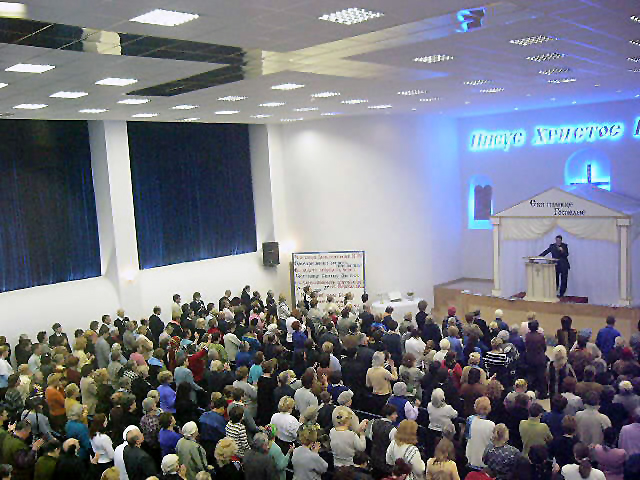
Evangelikale Kirche in Russland

Die Evangelikalen sind in weiten Teilen der Erde verbreitet und, wenn man die Pfingstbewegung dazuzählt, eine der am schnellsten wachsenden Bewegungen. Nach aktuellen Statistiken gibt es derzeit 329 Millionen evangelikale Christen weltweit. Der evangelische Theologieprofessor Werner Ustorf, selbst einem liberalen Protestantismus verpflichtet, schätzt die Evangelikalen einschließlich der pfingstlerischen und charismatischen Kirchen auf „27,7 per cent of organised global Christianity“. Auch der Zeitgeschichtler Martin Greschat hält diese Zahlen für zutreffend. In Asien, Afrika, Südamerika und den USA ist die Bewegung im Wachstum begriffen, teilweise auf Kosten liberaler und traditioneller Kirchen.
International haben sich viele Evangelikale in der Weltweiten Evangelischen Allianz zusammengeschlossen, die als Dachverband für nationale und regionale Allianzen sowie internationale Organisationen fungiert.

### USA

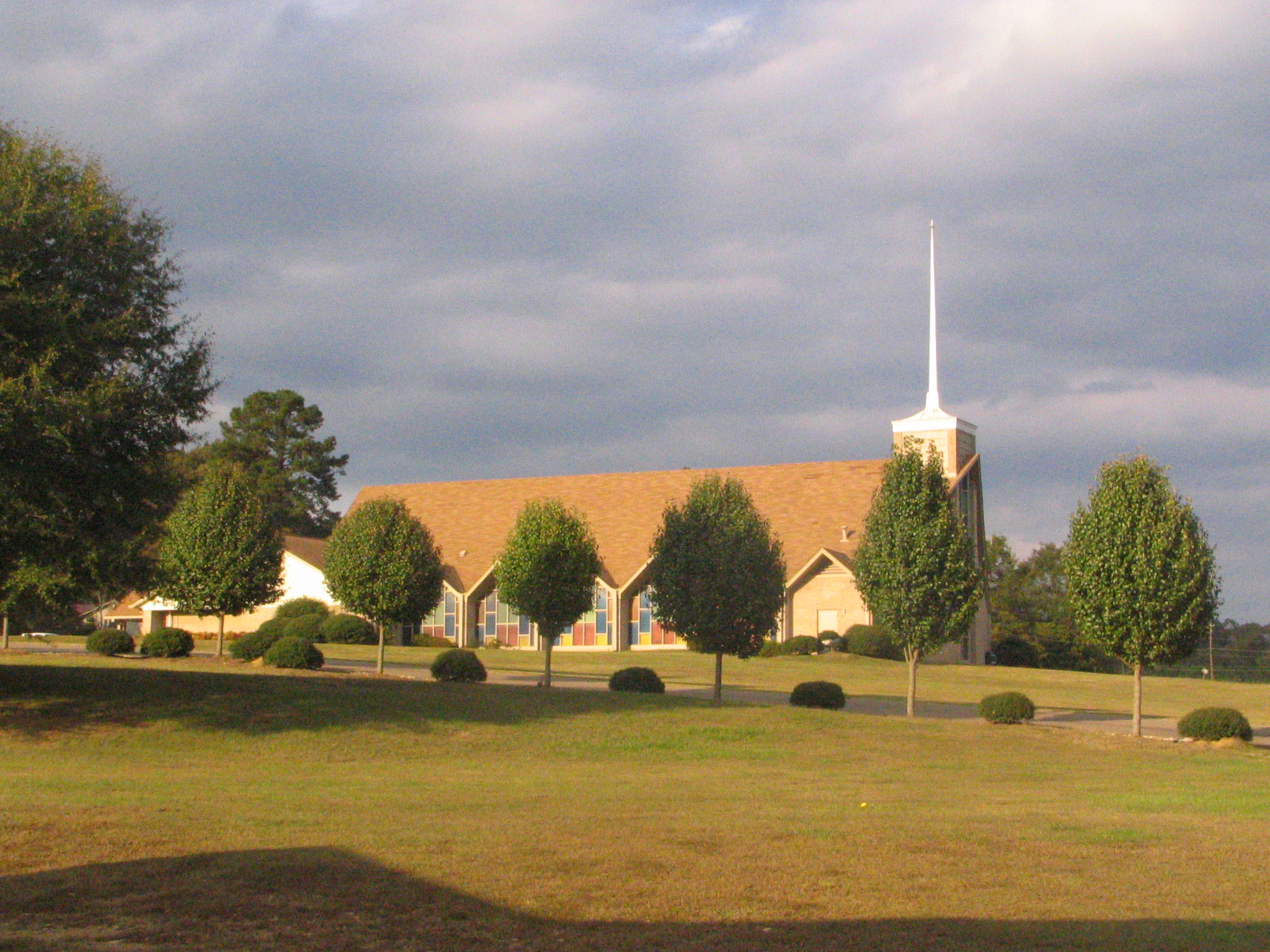
Erste Kirche des Nazareners in Jasper (Alabama)

Regierungsstellen, wie etwa das nationale Statistikamt (United States Census Bureau), dürfen keine Erhebungen über die Religionszugehörigkeit der Bevölkerung der Vereinigten Staaten durchführen, so dass offizielle Angaben über die Zahl der Evangelikalen nicht verfügbar sind.
Von 1988 bis 2003 stieg der Anteil derjenigen Protestanten, die sich selber als Evangelikale definierten, innerhalb des gesamten Protestantismus von 41 auf 51 Prozent.
Laut Untersuchungen der Barna Group gibt es in den USA 20 Millionen Evangelikale. Das Hartford Institute of Religion gibt für die USA 17 % Evangelikale an, bezogen auf die evangelikale Lehre, und 26 % bezogen auf die Mitgliedschaft in einer Kirche in evangelikaler Tradition. Andere Quellen kommen auf höhere Zahlen. So nennt eine arte-Dokumentation aus dem Herbst 2007 70 Millionen. Eine im Juni 2008 veröffentlichte Studie des Pew Forum on Religion & Public Life beziffert den Anteil der Evangelikalen an der amerikanischen Bevölkerung auf 26,3 % (ca. 80 Millionen). Die Evangelikalen stellen demnach noch vor den Katholiken (23,9 %) und den Anhängern der protestantischen „Mainline Churches“ (18,1 %) die größte der in der Studie unterschiedenen religiösen Gruppierungen dar. In den Bundesstaaten Alabama, Arkansas, Kentucky, Mississippi, Oklahoma, South Carolina und Tennessee bezeichnen sich jeweils mehr als 44 % der Bevölkerung als Anhänger evangelikaler Kirchen oder Bewegungen.
Evangelikale finden sich sowohl in theologisch konservativen Kirchen wie beispielsweise der Southern Baptist Convention, den Gemeinden Christi, den meisten Megachurches und vielen Pfingstgemeinden als auch in Mainline-Kirchen, wo sie zwar weniger in der Geistlichkeit und an den Universitäten vertreten sind, sich aber an der Basis in den letzten Jahren mehr und mehr im neo-evangelikalen Confessing Movement organisieren. Diese Bewegung, die von Ockenga (1905–1985) gegründet wurde, grenzt sich sowohl von der liberalen Theologie als auch vom Fundamentalismus und dessen sozialkonservativen Einstellungen ab.
Es gibt auch eine Minderheit von Red-Letter Christians oder Evangelical left (Linksevangelikale) wie der ehemalige US-Präsident Jimmy Carter, der Aktivist Jim Wallis, der baptistische Soziologe Tony Campolo, der mennonitische Theologe Ronald James Sider, der Quäker Richard J. Foster, der Theologe Rob Bell, der Journalist Philip Yancey, der Aktivist Shane Claiborne und viele andere mehr, die ihre evangelikale Glaubenshaltung bewusst mit sozialem Engagement und politischem Einsatz jenseits der Parteigrenzen verbinden.

### Großbritannien
In Großbritannien sind Evangelikale in verschiedenen Bewegungen aktiv. In der Kirche von England gibt es Bewegungen wie Fulcrum, das die moderat Evangelikalen (Open Evangelicals) vertritt, während Bewegungen wie Reform für das konservativ-evangelikale Spektrum sprechen. Repräsentative Kirchen sind All Souls, Langham Place, St. Helen’s Bishopsgate und Holy Trinity Brompton, alle jeweils in London. Außerhalb der Kirche von England sind Evangelikale in Freikirchen vertreten. Bekannte englischsprachige Theologen evangelikaler Prägung sind John Stott, Charles Simeon und J. I. Packer, Alister McGrath und Klaus Bockmühl, die teilweise auch in Kanada lehrten. Wichtige überkirchliche Organisationen sind die Universities and Colleges Christian Fellowship und der britische Flügel der Evangelischen Allianz.

### Deutschsprachiger Raum

#### Deutschland
Nach Schätzungen machen Evangelikale in Deutschland etwa ein bis drei Prozent der Bevölkerung aus. Sie finden sich sowohl in Landes- als auch in Freikirchen. Ein großer Teil der evangelikalen Christen ist in bestimmten Institutionen und Werken der evangelikalen Bewegung organisiert. Die bedeutendste Vereinigung ist die Deutsche Evangelische Allianz, die nach eigenen Angaben rund 1,3 Millionen Evangelikale vertritt.
Mit der Öffnung der Deutschen Evangelischen Allianz zur charismatischen Bewegung durch die Kasseler Erklärung von 1996 entfremdeten sich konservative Teile der Evangelikalen von der Evangelischen Allianz. Hier kam es Anfang des neuen Jahrtausends zur Gründung einer alternativen losen Bekenntnisallianz in Form des Maleachi-Kreises.

##### Landeskirchen der EKD
Es wird gemeinhin davon ausgegangen, dass innerhalb der evangelikalen Bewegung die landeskirchlich organisierten Christen gegenüber den freikirchlichen in der Mehrheit sind. Beispielsweise geht Wolfgang Huber, der ehemalige Ratsvorsitzende der Evangelischen Kirchen (EKD), davon aus, dass sich evangelikale Christen zum großen Teil in den Landeskirchen engagieren. Die Evangelikalen in den evangelischen Landeskirchen zählen nach Klöcker/Tworuschka zu den treuesten Gottesdienstbesuchern. Viele evangelikale Christen innerhalb der Landeskirche sind in Form von sogenannten „landeskirchlichen Gemeinschaften“ organisiert, manchmal auch in eigenständigen Parallelstrukturen zur örtlichen Kirchengemeinde, da sie in den meisten landeskirchlichen Strukturen für ihre Haltungen keine Mehrheit finden. Diese eigenständigen Gemeinden innerhalb der EKD gehören oft den regional unterschiedlichen Verbänden der Gemeinschaftsbewegung an, die großteils unter dem Dachverband Evangelischer Gnadauer Gemeinschaftsverband zusammengeschlossen sind.
In der Württembergischen Landeskirche, in der die Synodalen von der Basis gewählt werden, gehören 39 von 90 gewählten Synodalen dem Gesprächskreis „Lebendige Gemeinde“ an, der das konservativ-evangelikale und pietistische Spektrum vertritt (Stand Frühjahr 2014).

##### Freikirchen
Viele Mitglieder von Freikirchen im deutschen Sprachraum sind unter den konservativen oder gemäßigten Evangelikalen einzuordnen. Georg Schmid zählt dazu etwa traditionelle Freikirchen wie die Mennoniten, die Baptisten, die Methodisten, die Siebenten-Tags-Adventisten, die Gemeinden Christi, die Brüderbewegung (nicht zu verwechseln mit der Brüdergemeine), die Kirche des Nazareners oder die Heilsarmee. Die meisten Pfingstgemeinden und neopfingstlichen Kirchen, wie das International Christian Fellowship, die Anskar-Kirche oder Vineyard und der Bund Freikirchlicher Pfingstgemeinden, werden ebenfalls zum evangelikalen Spektrum gezählt. Es gibt jedoch auch unter den Freikirchen viele, die sich nicht mit dem Evangelikalismus identifizieren oder diesen ablehnen.

#### Österreich
In Österreich gibt es einen Bund, welcher den Begriff „evangelikal“ im Namen trägt, nämlich den Bund Evangelikaler Gemeinden (BEG). Diesem gehören über 60 Gemeinden an. Bei der Volkszählung 2001 gaben etwa 5000 Einwohner an, evangelikal zu sein. Der BEG und vier weitere Bünde (u. a. Pfingstgemeinden, Baptisten), die man ebenfalls als evangelikal einstufen kann, schlossen sich zu den Freikirchen in Österreich zusammen und wurden 2013 gemeinsam eine gesetzlich anerkannte Kirche.
Darstellungen der Geschichte des Protestantismus in Österreich berücksichtigen auch die Täuferbewegung des 16. Jahrhunderts, jedoch kaum die Entstehung freikirchlicher Gemeinden ab dem späten 19. Jahrhundert. Eckdaten zur Geschichte österreichischer Freikirchen wurden 2021 zusammengestellt.
Evangelikale gibt es auch in der Evangelischen Kirche, in großer Zahl etwa in Oberösterreich.
In Österreich gab es seit der Reformation eine Reihe von Strömungen mit evangelikalen Anliegen; solche werden in den Studien zur Geschichte christlicher Bewegungen reformatorischer Tradition in Österreich dargestellt.

#### Schweiz
Für die Schweiz gibt Patrick Johnstone vier Prozent Evangelikale an, davon knapp drei Prozent in den reformierten Landeskirchen und der Rest in Freikirchen. Die 3,5 % Charismatiker verteilen sich auf katholische und reformierte Landeskirchen und Freikirchen. Der Anteil an Evangelikalen ist regional extrem unterschiedlich, in der Zentralschweiz, im Wallis und Tessin sind sie kaum vertreten, im Emmental und Frutigland jedoch mit über 40 % der Bevölkerung.

### Asien
Obwohl in Asien nur fünf Staaten (Armenien, Georgien, Philippinen, Osttimor, Russland) christliche Mehrheiten haben, gibt es dort in absoluten Zahlen mehr Evangelikale als auf jedem anderen Kontinent. Auf den ganzen Kontinent gerechnet, sind schätzungsweise sieben Prozent der Bevölkerung evangelikal und charismatisch. In China gibt es nach verschiedenen Schätzungen zwischen 60 und 120 Millionen Evangelikale, die mehrheitlich der indigenen Hauskirchenbewegung angehören. In Südkorea sind etwa neun Millionen, 18 % der Bevölkerung, evangelikal und charismatisch. Auch die mehrheitlich katholischen Philippinen haben zehn Prozent Evangelikale, die Mehrheit von ihnen in einheimischen Pfingstgemeinden.

### Afrika
Für Afrika gibt Johnstone 25 % oder 190 Millionen Evangelikale und Charismatiker an, die sich größtenteils südlich der Sahara befinden. Die Mehrheit von ihnen gehört den afrikanischen indigenen Kirchen an, die insgesamt mehr Mitglieder haben als die weltweite Pfingstbewegung.

### Lateinamerika
Durch intensive Mission, insbesondere aus den Vereinigten Staaten, ist ein zunehmender Anteil der lateinamerikanischen Bevölkerung, die ehemals traditionell römisch-katholisch war oder indigenen Religionen angehörte, zu einer evangelikal geprägten Form des Protestantismus übergetreten. Patrick Johnston gibt für das Jahr 2000 für ganz Lateinamerika 55 Millionen Evangelikale und 85 Millionen Charismatiker (einschließlich Pfingstgemeinden) an. Für Argentinien gibt er 28 % Evangelikale und Charismatiker an, für Kolumbien 21 %, für Chile 30 %, für Nicaragua 33 % und für Brasilien, die weltweit größte katholische Nation, 35 % Evangelikale und Charismatiker (nach anderen Angaben 30 %). Beim brasilianischen Zensus 2010 waren es noch 22 %.
Auch in Peru, Venezuela, Guatemala (das 2015–2019 mit Jimmy Morales einen evangelikalen Präsidenten hatte), Honduras, Costa Rica und der Dominikanischen Republik ist der Einfluss der Evangelikalen sehr groß. In Costa Rica gewann 2018 ein evangelikaler Prediger den ersten Wahlgang der Präsidentschaftswahlen mit fast einem Viertel der Stimmen und kam in die Stichwahl. In Venezuela kam 2018 der Chef der Maranatha-Kirche mit knapp elf Prozent auf den dritten Platz.
Den größten Block der Evangelikalen in Lateinamerika umfasst dabei mit 32 Millionen Anhängern die Pfingstbewegung, womit 28 % der Pfingstler weltweit in Lateinamerika beheimatet sind. Diese Größenordnung wird auch aus katholischen Quellen bestätigt.
Die evangelikalen Kirchen sind weit davon entfernt, komplizierte theologische Diskussionen zu führen; sie treten irdischer und „samaritanischer“ auf als die Katholische Kirche. Sie widmen sich den häuslichen Problemen ihrer meist wenig gebildeten Mitglieder, insbesondere den beiden Gruppen, deren Probleme lange Zeit ignoriert wurden; nämlich den Indigenen und den Frauen. Gerade im Amazonasbereich setzen sich evangelikale Missionare über bestehende Gesetze zum Schutz der Indigenen hinweg und betreiben einen rücksichtslosen Proselytismus, oft mit verheerenden Folgen für indigene Gemeinschaften. Die Katholische Kirche habe geduldet, dass Frauen von ihren trinkenden und untreuen Ehemännern misshandelt wurden. Die „reduktionistische“ Theologie der Evangelikalen integriere den Gedanken der Taufe im Heiligen Geist mit protestantischer Arbeitsethik, der Verheißung ökonomischen Erfolgs und einer konservativen Familien- und Sexualmoral. Dadurch erhalten die Gedemütigten einen Raum emotionaler Befriedigung, aber es werden auch erfolgreich politische und neoliberale Ziele transportiert: Evangelikale Parteien, die von theologischen Laien geleitet werden, versuchen, ihre synkretistischen politisch-wirtschaftlichen und moralisch-theologischen Ziele in Wahlprogramme einfließen zu lassen. Zugleich lässt sich aber auch ein Vordringen der Pfingstbewegung in die Mittelschichten verzeichnen. Dabei bringen die Pfingstkirchen der Mittelschicht eigene religiöse Stile und theologische Diskurse hervor, die sich von jenen der Unterschicht unterscheiden. Die Organisation Brot für die Welt sieht in dem Erstarken der Evangelikalen einen Rückschritt für die Frauenrechte in der Region. So werden Aktivisten durch Evangelikale als „Gender-Ideologen“ diffamiert und eingeschüchtert.
Die evangelikalen Kirchen in vielen Ländern Lateinamerikas haben ihre ursprüngliche Philosophie der Weltflucht aufgegeben und erobern nun den politischen Raum. Allerdings sind sie nach wie vor stark zersplittert.

## Richtungen im deutschen Sprachraum
Trotz der vielen Gemeinsamkeiten sind die Evangelikalen keine homogene Gruppe. Im deutschen Sprachraum lassen sie sich grob in drei Hauptrichtungen einteilen:
- Die Bekenntnis-Evangelikalen, denen die Autorität traditioneller kirchlicher Bekenntnisse wichtig ist. Sie finden sich in konservativen Kreisen der Landeskirchen, beispielsweise in der Bekenntnisbewegung Kein anderes Evangelium und der Konferenz bekennender Gemeinschaften.
- Die charismatischen Evangelikalen, hauptsächlich in charismatischen Kreisen der Landeskirchen und in den Gemeinden der Pfingstbewegung.
- Die Evangelikalen in pietistischer Tradition, hauptsächlich im landeskirchlichen Pietismus, in traditionellen Freikirchen und in den oft von russlanddeutschen Aussiedlern gegründeten Mennonitischen Brüdergemeinden.

Seit den 1990er Jahren sind neben diesen Richtungen unabhängige evangelikale Gruppen entstanden, die zwar eine strenge evangelikale Lehre vertreten, sich aber keiner dieser Richtungen zugehörig fühlen. Dazu gehören etwa Teile der russlanddeutschen Aussiedlergemeinden wie die Evangeliums-Christen (deren Gründung jedoch auch mit der russischen Variante des Pietismus, dem Stundismus in Verbindung steht) und die Konferenz für Gemeindegründung.
Ebenso unterscheiden sich Evangelikale stark bezüglich ihrer Offenheit gegenüber Andersdenkenden:
- Separatistische Evangelikale (Fundamentalisten): Biblisch-konservative Kreise, die sich betont gegen alle Gruppierungen abgrenzen, die ihre spezifische Sicht des Christentums nicht teilen. Sie halten streng an der Irrtumslosigkeit der Bibel fest, haben oft gruppenspezifische Auslegungen oder einen gruppenspezifischen Lebensstil. Im deutschen Sprachraum sind es eher kleine Gruppen, beispielsweise die Gemeinde für Christus, die Freunde konkordanter Wortverkündigung, die Gemeinschaft Adullam (Wattwil, Schweiz) oder der „geschlossene“ Flügel der Brüderbewegung.[79]
- Konservative Evangelikale: Sie halten an der Irrtumslosigkeit der Bibel fest, die einige, aber nicht alle, gemäß der Chicago-Erklärungen definieren, sind aber offen im Kontakt mit Andersdenkenden. Diese Richtung wird von den meisten Bibelschulen, der Freien Theologischen Hochschule in Gießen[80] oder auch der Staatsunabhängigen Theologischen Hochschule in Basel (Schweiz) vertreten. Unter den Freikirchen sind die Brüdergemeinden und viele unabhängige freikirchliche Gemeinden hier einzuordnen. Angehörige dieser Richtung finden sich aber auch in vielen Freikirchen sowohl pietistischer als auch baptistischer und charismatischer Richtung, weniger in den Landeskirchen.
- Offene Evangelikale oder Neo-Evangelikale: Diese Richtung steht der Bibelkritik distanziert gegenüber, ist aber bereit, bestimmte Ergebnisse zu übernehmen. Sie ist insbesondere unter den Evangelikalen in den Landeskirchen zu finden. Hierzu gehört weitgehend der landeskirchliche Pietismus mit seinen regionalen Schwerpunkten in Baden-Württemberg, Hessen und Sachsen und der evangelischen Gemeinschaftsbewegung und ihren Bildungseinrichtungen wie dem Albrecht-Bengel-Haus, der Evangelischen Hochschule Tabor in Marburg, der Internationalen Hochschule Liebenzell in Bad Liebenzell, dem Johanneum oder dem Paulinum. In den Freikirchen sind sie insbesondere bei den Alt-Lutheranern wie der Selbständigen Evangelisch-Lutherischen Kirche vertreten, bei den Mennoniten und Methodisten, wobei es bei diesen auch „nicht-evangelikale“ Christen gibt, und in den liberaleren Flügeln anderer Freikirchen.

## Geschichtliche Entwicklung

### Deutschland

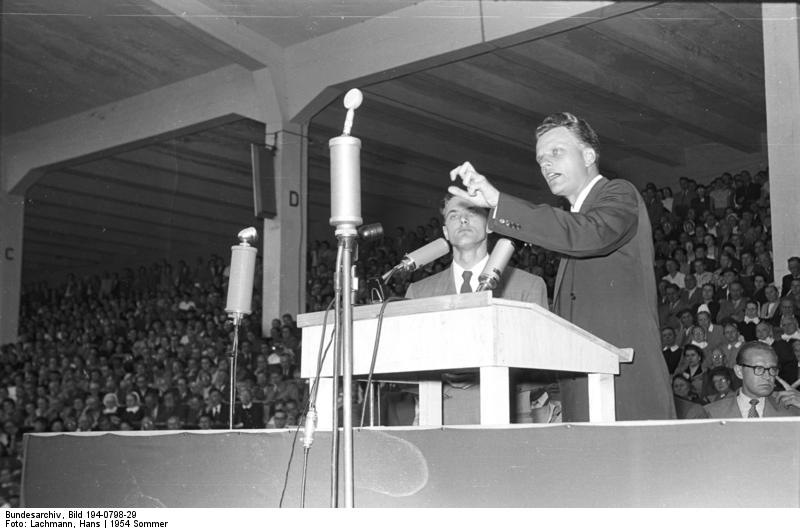
Billy Graham in Duisburg (1954)

Während der deutsche Begriff „evangelikal“ noch recht jung ist, blickt die Bewegung selbst bereits auf eine über dreihundertjährige Geschichte zurück. Den Auslöser bildete die Erstarrung der Reformation zur „lutherischen Orthodoxie“ im Zuge der konfessionellen Grabenkämpfe im 17. Jahrhundert. Im Gegensatz zu deren oftmals „verkopftem“ Festhalten an der „rechten Lehre“ (im Gegensatz zur „falschen Lehre“ der konfessionellen Gegenüber) bildeten ab dem frühen 17. Jahrhundert Erbauungsbücher den Nährboden für eine Renaissance der persönlichen Frömmigkeit. Zu nennen sind hier vor allem Johann Arndts Vier Bücher vom wahren Christentum, aber auch aus dem Englischen übersetzte Literatur des Puritanismus wie beispielsweise Lewis Baylys „Practice of Piety“.

#### Voraussetzungen
Die Wurzeln der gegenwärtigen evangelikalen Bewegung liegen im Pietismus und den Erweckungsbewegungen des 19. Jahrhunderts. Sie ist, insbesondere auch über die Betonung der Bibel und den Glauben an Jesus Christus, verbunden mit den reformatorischen Umwälzungen des 16. Jahrhunderts.

#### Pietismus im 17. und 18. Jahrhundert
Mit Philipp Jacob Speners Programmschrift „Pia desideria“ (1675) beginnt der Pietismus als Reformbewegung von Frömmigkeit und Kirche. Das intensive Studium von Schriften Martin Luthers und der oben genannten Erbauungsliteratur, aber auch der Kontakt mit Jean de Labadie, dem späteren Vater des niederländischen Pietismus hatten ihn von der Notwendigkeit einer Erneuerung der Volkskirche überzeugt. Einem Vorschlag Luthers folgend, sammelte er die, „die mit Ernst Christen sein wollten“, in „Konventikeln“ (Vorläufer von Hauskreisen) zur besonderen Förderung unter anderem durch Bibellektüre und Gebet.
Sein Schüler August Hermann Francke (1663–1727) erlebte 1687 nach tagelangen inneren Kämpfen eine plötzliche Bekehrung, die ihn der Existenz Gottes und seiner eigenen Wiedergeburt gewiss machte und sein ganzes Leben bestimmte. Das einmalige, datierbare Bekehrungserlebnis wurde durch ihn gleichsam zum Markenzeichen des Pietismus. Die von Spener angeregte und von Francke in Halle (Saale) durchgeführte Reform des Theologiestudiums, die Exegese, persönliche Frömmigkeit und Predigtpraxis in den Mittelpunkt rückte, sowie die pädagogischen Reformen in seinen „Francke’schen Anstalten“ nahmen als Armenschule und Priester- und Glaubensausbildungsstätte auch Bildungsanliegen der Aufklärung auf. Das „Hallesche Waisenhaus“ zeigt Franckes sozialdiakonisches Bewusstsein. Die Gründung der gleichnamigen Stiftung war Zentrum dieses theologischen Ansatzes und praktischen Wirkens, die missionarisch wirkte, so durch Henry Melchior Muhlenberg.
Mit der wirtschaftlich überaus erfolgreichen Cansteinschen Bibelanstalt finanzierte er die Anstalten und machte preisgünstige Bibeln breit verfügbar. Die „Weltverwandlung durch Menschenverwandlung“ sollte auch andere Nationen mit einschließen: 1706 wurden Bartholomäus Ziegenbalg und Heinrich Plütschau von der „Dänisch-Hallischen Mission“ als die ersten Missionare überhaupt nach Indien ausgesandt. Fast alle Spezifika moderner evangelikaler Frömmigkeit (hervorgehoben) finden sich hier bereits angelegt.
Der Pietismus verbreitete sich (nicht zuletzt dank der hohen wissenschaftlichen Qualität seiner Ausbildung) innerhalb von 50 Jahren in fast allen deutschen Ländern. In Württemberg fand er in dem Exegeten Johann Albrecht Bengel und dem grüblerischen Friedrich Christoph Oetinger besonders prägende Repräsentanten (vgl. Württembergischer Pietismus). Am (reformiert geprägten) Niederrhein ist Gerhard Tersteegen die größte (und eigenartigste) Persönlichkeit. Die gesamte Bewegung vollzog sich innerhalb der evangelischen Kirchen, lediglich die von Nikolaus Ludwig Graf von Zinzendorf gegründete „Brüdergemeine“ in Herrnhut bildete eine Sonderkirche. Der Pietismus expandierte unter anderem durch Zinzendorfs Reisen bis nach England und Amerika, konnte beachtliche wissenschaftliche Leistungen vorweisen, stand jedoch hier und da auch unter dem Ruf „frommer Heuchelei“ und erlahmte unter dem gesellschaftlichen Druck der Aufklärung gegen Ende des 18. Jahrhunderts.

#### Erweckungsbewegung des 19. Jahrhunderts
Ab dem 19. Jahrhundert kam es in den deutschsprachigen Ländern (teilweise auch in anderen europäischen Ländern und in den USA) zu einer Erweckungsbewegung. Sie entstand auf den Grundlagen des Pietismus, der für die damalige Zeit umgeformt wurde. Allgemein wird angenommen, dass die Bewegung keinen einheitlichen Ursprung hatte, da sie gerade im deutschsprachigen Raum dezentral und zugleich lokal zu verorten ist. Zu ihren Vorbereitern zählen unter anderem die von Basel ausgehende „Deutsche Christentumsgesellschaft“, die Johann August Urlsperger 1780 gegründet hatte, um die christliche Lehre gegen Deismus und Rationalismus zu verteidigen. Hohe Bedeutung kam den christlichen Aufklärungskritikern Johann Georg Hamann und Matthias Claudius zu. Aber auch die methodistische Erweckung unter John Wesley in England (s. u.) war (insbesondere was die Predigtweise anging) eine Inspirationsquelle, genauso wie die in der Spätzeit ins Deutsche übersetzen Predigten Charles Haddon Spurgeons.
Über einen der (mannigfaltigen) Auslöser der Erweckung besteht in der Forschung Übereinstimmung: Es handelt sich um Friedrich Schleiermachers „Reden über die Religion“ (1799) – eine Streitschrift im Zuge der beginnenden Romantik gegen den Rationalismus der Aufklärung. Das Wesen der Religion, so sagt er, bestehe weder zuerst in Verstand noch in Moral, sondern in einer Erfahrung, der „schlechthinnigen Abhängigkeit von Gott“. Dieser unmittelbare Erlebnischarakter des Glaubens verband sich bei seinen Rezipienten (zum Beispiel dem Holsteinischen Erweckungsprediger Claus Harms) mit der Haltung des Pietismus: Gott, Jesus, der Heilige Geist, auch die Annahmen des Christentums wie Bekehrung, Vergebung der Sünden und Wiedergeburt würden sich – davon wird ausgegangen – erfahren lassen. Derselbe Harms drückte wiederum mit den Worten „Der mich zeugte, hatte kein Brot für mich“ exemplarisch die baldige Distanznahme der Erweckungsbewegung von ihrem (Mit-)Initiator aus. Charakteristisch wurde stattdessen die Konzentration auf die Bibel und die „alte Dogmatik“, wie sie sich etwa in den reformatorischen Bekenntnisschriften findet. Für die Anhänger der Erweckungsbewegung stellte sie die Ebnung eines neuen, existentiellen Zugangs zu beidem dar. Dies markiert auch den inhaltlichen Konflikt mit der zeitgenössischen Theologie (zum Beispiel Johann Salomo Semlers „Neologie“), die den „Kern“ der Religion jenseits der zeitbedingten „Schale“ von Bibel und Bekenntnis finden wollte.
Nach dem Kirchengeschichtler Johannes Wallmann erlebte die Erweckungsbewegung drei Phasen. Die ersten ca. fünfzehn Jahre nach Schleiermachers Veröffentlichung waren vor allem geprägt durch ihre ökumenische Offenheit. Der gelebte Glaube an Christus zählte mehr als konfessionelle Grenzen. Die zweite Phase (1815–1830) war die Hauptphase, vor allem gekennzeichnet durch hohen zahlenmäßigen Zulauf zu Erweckungspredigern und -versammlungen inner- und außerhalb der Kirchen in ganz Deutschland. Sie brachte eine große Menge an Literatur und Traktaten sowie zahlreiche Bibel- und Missionsgesellschaften hervor. Sowohl die konfessionellen als auch die theologischen Grenzsetzungen (vor allem gegenüber Hegel und Schleiermacher) erlangten mehr an Bedeutung. In der dritten Phase (bis 1848) verlangsamte sich die Bewegung, gewann aber an Beständigkeit und vor allem an kirchenpolitischer Wirksamkeit. Die eigene Konfession nahm an Bedeutung zu (bis hin zum Konfessionalismus). Von der bürgerlichen Revolution (1848) an konsolidierte sich die Erweckungsbewegung, erlangte aber, von kleinen lokalen Ereignissen abgesehen, keinen groß-schwunghaften Zuwachs mehr.
Ganz am Anfang entstand die Erweckungsbewegung in Holstein und am Niederrhein, verkörpert durch Claus Harms und den Augenarzt Johann Heinrich Jung-Stilling, und breitete sich dann über fast das gesamte Deutschland aus (mit Ausnahme Oldenburgs und Hessens). Exemplarisch zu nennen sind die Erweckungsbewegungen in Minden-Ravensberg (Johann Heinrich Volkening), Baden (Aloys Henhöfer), dem Allgäu mit dem zuerst katholischen, dann konvertierenden Johann Evangelista Goßner, Bremen (Gottfried Menken) und dem Niederrhein (mit der Predigerdynastie der Krummachers, Hermann Friedrich Kohlbrügge).
Drei besondere Schwerpunkte sind zu nennen:
- Die bayrisch-fränkische Erweckung, ausgehend von Christian Krafft (1784–1845) und Karl Georg von Raumer (1783–1865), erfasste von Nürnberg aus das ganze Frankenland und brachte mit der Erlanger Theologie einen besonderen, der Glaubenserfahrung verpflichteten und je länger, desto mehr betont lutherischen Wissenschaftstypus hervor. Eine der wissenschaftlichen Leistungen war die erste textkritische Luther-Gesamtausgabe.
- Die märkisch-pommersche Erweckung mit ihrem Initiator Hans Ernst von Kottwitz (1757–1843) war eng mit dem preußischen Adel verbunden. August Tholuck wurde im Laufe der Zeit einer der sie universitär Lehrenden und Verbreitenden. Er hatte effektiven Einfluss auf die unterrichteten Nachwuchspfarrer und war ein Parteiorgan in Form der von Ernst Wilhelm Hengstenberg gegründeten „Evangelischen Kirchenzeitung“. Sie hatte den Anspruch, die Frommen zu sammeln und im Sinne der „Erweckung“ die christliche, in Bibel und Bekenntnis verbürgte, Lehre gegen den Rationalismus zu verteidigen, verfehlte dabei aber (zum Beispiel beim „Hallischen Kirchenstreit“ 1830) gelegentlich ihr Ziel.
- Die württembergische Erweckung brachte in dem früh verstorbenen Ludwig Hofacker den klassischsten Erweckungsprediger angelsächsischer Provenienz hervor, der mit seiner auf Sünde und Gnade, Buße und Bekehrung zielenden Predigt die Menschen aus weitem Umkreis anzog. Hier führte die Erweckungsbewegung aber nicht nur zu neuer Konventikel- und Gemeinschafts-, sondern auch zur Freikirchenbildung. Weitere Repräsentanten waren Johann Michael Hahn und die frühcharismatischen Blumhardts (Vater und Sohn), letzterer wurde erster Pfarrer und Sozialdemokrat im Stuttgarter Landtag.

Im Gegensatz zum Pietismus, der sich als innerkirchliche Reformbewegung verstand, wuchs unter einigen Anhängern der Erweckungsbewegung (vor allem wenn ein intensiverer Kontakt nach England vorlag) die Skepsis gegenüber den verfassten Kirchen. So gründete Johann Gerhard Oncken 1834 in Hamburg die erste Baptistengemeinde, die zur Keimzelle vieler kontinentaleuropäischer Baptistenkirchen wurde. Methodistische Glaubensgemeinschaften, die es schon seit dem 18. Jahrhundert im angloamerikanischen Raum gegeben hatte, entstanden in Mitteleuropa ab der Mitte des 19. Jahrhunderts.
Von gesellschaftlicher Bedeutung war die apokalyptische Stimmung angesichts einer Berechnung Johann Albrecht Bengels für die Wiederkunft Christi im Jahr 1836. Seit 1800 wuchs eine Aufbruchsstimmung, die eine Auswanderung nach Russland und Amerika befürwortete, um „dem Herrn entgegenzugehen“. So wanderten Anhänger der Erweckungsbewegung um Johann Georg Rapp (später „Rappisten“ genannt) nach Pennsylvania aus, wo sie die Siedlung „Harmony“ gründeten und zeigten, dass das wörtliche Bibelverständnis (Apg 3,32–37 ) zu Sozialformen führen konnte, die sich in mancher Hinsicht mit Vorstellungen der Frühsozialisten deckten, was später unter anderem von dem Barmer Pietistensohn Friedrich Engels angesprochen wurde.
Die Niederlage der politischen Freiheitsbewegung in der „Bürgerlichen Revolution“ von 1848 brach den Aufschwung der Erweckungsbewegung. Eine umfangreiche Emigration in die USA umfasste auch Anhänger der Erweckungsbewegung. Wachstum erlangte der neue Arbeitsbereich der „Inneren Mission“ unter Armen und Leidenden. Johann Hinrich Wichern und Friedrich von Bodelschwingh standen mit ihren Werken für die praktizierte christliche Nächstenliebe, die sich an wörtlicher Schriftauslegung orientierte und den Grundstein für den kirchlichen Arbeitsbereich der Diakonie legte. Des Weiteren entstanden teils international vernetzte Strukturen, um in Gemeinschaftskreisen die Errungenschaften der Erweckungsbewegung zu erhalten. Auf die vielbeachtete Gründung der Evangelical Alliance 1846 in London hin kam es in Deutschland 1857–1886 zur Gründung lokaler Zweige der Evangelischen Allianz. 1888 konstituierte sich der Gnadauer Gemeinschaftsverband. In der Gemeinschaftsbewegung kam es dann in größerem Stil zu einer Internationalisierung insofern, dass Gedanken und Methoden aus dem Methodismus und der Oxfordbewegung aufgenommen wurden. Vor der Jahrhundertwende (zum 20. Jahrhundert) trug die Heiligungsbewegung zu großen Teilen die Expansion der Bewegung.

#### 20. Jahrhundert

##### Erste Hälfte
Der Beginn des 20. Jahrhunderts brachte für die Nach-Erweckungsbewegung den ersten namhaft zu machenden Einfluss aus den USA, der zunächst in eine Spaltung hineinführte: Die Pfingstbewegung. Charles F. Parham hatte 1901 in Topeka (Kansas) mit einem Kreis von Bibelschülern unter anderem in Apg 3  das Zungenreden als Merkmal der Geistestaufe entdeckt und nach intensivem Gebet als Gabe empfangen. 1907 brachten zwei Norwegerinnen die Zungenrede nach Kassel. In einer Folge von Erweckungsversammlungen begannen viele Teilnehmer in Zungen zu reden. Als die Erscheinung aber immer ekstatischere Formen annahm, drängte die Polizei auf Abbruch der Veranstaltungen. Nach langem Ringen kam man daraufhin in Gemeinschaften und Freikirchen mehrheitlich zu der Überzeugung, dass die Zungenrede nicht „von oben“, sondern „von unten“ sei. Die Berliner Erklärung von 1909 nahm mit ihrer eindeutigen (und bis heute kontrovers diskutierten) Grenzziehung den pfingstlich Erweckten ihre Heimat in Gemeinschaften und Freikirchen. So kam es zur Gründung freikirchlicher Pfingstgemeinden, des „Christlichen Gemeinschaftsverbandes Mülheim (Ruhr)“ sowie mehrerer weiterer Verbände, die seither als „Pfingstbewegung“ ein (zunächst) selbständiges Dasein führten.
Die Stellung der von Pietismus und Erweckung Beeinflussten während des Zweiten Weltkriegs lässt sich nicht systematisieren. Einerseits wurde der von Wicherns volksmissionarischen Ideen motivierte Hofprediger Adolf Stoecker († 1909) im Kaiserreich zu einem der führenden Antisemiten, andererseits brachte die Erweckung tragende Kräfte der Bekennenden Kirche, wie Jochen Klepper und Paul Schneider hervor; Dietrich Bonhoeffer gilt als gemeinsame Integrationsfigur. Einerseits konnten die zur „Erlanger Theologie“ zählenden Professoren Werner Elert und Paul Althaus die Barmer Theologische Erklärung zurückweisen und im Ansbacher Ratschlag den nationalsozialistischen Staat als göttliche Ordnung verstehen. Andererseits distanzierte sich der Gnadauer Verband unter Führung seines Vorsitzenden Walter Michaelis bereits ein halbes Jahr vor der Bekennenden Kirche scharf von den Deutschen Christen. Er schloss sich (um die Eigenständigkeit nicht zu verlieren) zwar nicht der „Bekennenden Kirche“ selbst an, dafür aber der ihr nahestehenden „Arbeitsgemeinschaft der missionarischen und diakonischen Werke“, trug die „Barmer Erklärung“ inhaltlich mit (es gibt eine weitläufige Deckung mit der eigenen „Salzuflener Erklärung“) und wurde seitens der „Bekennenden Kirche“ mit hoher Anerkennung bedacht. Dietrich Bonhoeffers Buch Nachfolge und die Lebensberichte der niederländischen Widerstandskämpferin Corrie ten Boom gehören zu den von Evangelikalen meistgelesenen Werken. Auch die Theologie Karl Barths wurde trotz seiner zum Teil harschen Pietismus-Kritik von Evangelikalen weitläufig rezipiert.
In engem Schulterschluss starteten Volkskirche und Pietismus bzw. Gemeinschaftsbewegung in die Nachkriegsära. Erst allmählich brachen die theologischen Unterschiede innerhalb der ehemaligen „Bekennenden Kirche“ auf, die der gemeinsame Widerstand gegen das NS-Regime überdeckt hatte. Zwei Vorgänge sind dabei hier von Bedeutung:

##### Evangelisationen mit Billy Graham
Den entscheidenden Impuls für die evangelikale Bewegung der Nachkriegszeit bildeten die Massenevangelisationen von Billy Graham in Deutschland seit 1953. Sie stießen im entkirchlichten Deutschland auf großen Widerhall. Inhaltlich knüpften sie an den „roten Faden“ des Pietismus und der Erweckungsbewegung an, brachten aber sowohl methodisch als auch inhaltlich neue Gesichtspunkte aus den USA mit nach Deutschland. Dass diese in der deutschen Evangelischen Allianz z. T. durchaus kritisch betrachtet wurden, zeigt die Tatsache, dass ihr Beitritt zur (mit Graham eng verbundenen) „World Evangelical Fellowship“ (WEF, seit 2001 WEA) 1952 klar abgelehnt wurde und erst 1968 im zweiten Anlauf zustande kam. Dennoch gewann die Allianzarbeit in diesen Jahren eine neue Dynamik. Besondere Schwerpunkte bilden das Ruhrgebiet (zum Beispiel das Weigle-Haus des Jugendpfarrers Wilhelm Busch), Baden (Dekan Friedrich Hauß) und andere. 1965 wird die neue Bewegung (unter Eindeutschung des englischen Begriffes „evangelical“) erstmals als „Evangelikale“ bezeichnet. Auf dem 1966 in Berlin von amerikanischen Evangelikalen durchgeführten „Weltkongress für Weltevangelisation“ setzte sich der Begriff durch. Dieser begrifflichen Erkenntnis der eigenen Zusammengehörigkeit korrespondiert eine scharfe Grenzziehung zur zeitgenössischen Theologie im Rahmen des bereits seit mehreren Jahren andauernden Konflikts mit der Bultmann-Schule.

##### „Streit um die Bibel“
Bereits kurz nach der Kriegszeit war die Zweckgemeinschaft der „Bekennenden Kirche“ zerfallen. Das Entmythologisierungsprogramm ihres Mitglieds Rudolf Bultmann ging davon aus, dass das Weltbild des Neuen Testaments mythologischer Natur sei; die biblischen Inhalte wie Wunder, Sühnetod, Auferstehung, Himmelfahrt und Jesu Wiederkunft seien dem modernen Menschen nicht zugänglich zu machen. Sein Programm einer „Entmythologisierung“, im Zuge derer das biblische Existenzverständnis als das Eigentliche der Texte aus ihrer Einkleidung herausgeschält werden müsse, führte zu einer Neuauflage des alten Konflikts zwischen Erweckungs- und liberaler Theologie. Die Evangelikalen reagierten zunächst mit Besorgnis und dann mit teils energischem Widerstand, da sie die (für sie unaufgebbare) Biblizität (welche ihnen noch kurz vorher, in der Kriegszeit, die entscheidende Hilfe bei der Auseinandersetzung mit den Deutschen Christen gewesen war) und mit ihr essentielle Glaubensinhalte in Gefahr sahen. Aus einem Gesprächskreis Bultmann-kritischer Theologen (u. a. Hellmuth Frey, Paul Deitenbeck, Rudolf Bäumer) entstand 1961 der „Bethel-Kreis“ und später – nach einer Großkundgebung in Dortmund mit 24.000 Teilnehmern – die „Bekenntnisbewegung Kein anderes Evangelium“ Gal 1,6 . In zahlreichen Publikationen (zum Beispiel „Alarm um die Bibel“ von Gerhard Bergmann) formulierten sie ihren Einspruch gegen die Bultmann-Schule. Durch ihre rein apologetische Grundausrichtung repräsentierte die Bekenntnisbewegung nur einen Teil der Evangelikalen, hauptsächlich solche, die in der Landeskirche beheimatet waren, nicht dagegen Freikirchen und die meisten Gemeinschaftskreise. Sie stieß jedoch allgemein das Anliegen an, theologisch tragfähige Alternativen zur herrschenden theologischen Schulmeinung zu entwickeln. Zahlreiche Beiträge hierzu, die z. T. ein breit angelegtes Gespräch mit den unterschiedlichen Strömungen der theologischen Wissenschaft führen, besitzen in der Zwischenzeit selbst anerkanntes wissenschaftliches Niveau.
In vielen protestantischen Kirchen, beispielsweise innerhalb der EKD, hat sich die historisch-kritische Methode der Bibelauslegung verbreitet. Dadurch wird die Autorität der Bibel untergraben. So wird beispielsweise die Schöpfung in Form des biblischen Kreationismus abgelehnt; die Eheschließung gleichgeschlechtlicher Paare wird als bibelkonform uminterpretiert. Um diesen Entwicklungen entgegenzutreten, haben sich in Deutschland Organisationen wie das evangelikale Netzwerk Bibel und Bekenntnis des evangelischen Theologen Ulrich Parzany ins Leben gerufen. Als Informationsmedium dient im deutschsprachigen Raum vor allem die Evangelische Nachrichtenagentur idea, welche als Informationsdienst der Evangelischen Allianz gegründet wurde.

##### Charismatische Bewegung
In den 1960er Jahren kam es erneut zu einer Aufbruchsbewegung im Zeichen des Heiligen Geistes – dieses Mal jedoch zunächst innerkirchlicher Art. Der lutherische Pfarrer Arnold Bittlinger hatte in den USA die von Dennis J. Bennett initiierte „Charismatische Bewegung“ kennengelernt. Beeindruckt von ihrer disziplinierten Art, die urchristlichen Geistesgaben (einschließlich der sogenannten „übernatürlichen Gaben“ wie Zungenrede (Glossolalie), Prophetie und anderen) zu leben, gründete er zunächst zahlreiche innerkirchliche Hauskreise und dann 1968 gemeinsam mit anderen das „Ökumenische Lebenszentrum für die Einheit der Christen“. Aus dieser Urzelle entstand ab 1976 schrittweise die „Geistliche Gemeinde-Erneuerung“ (GGE) als Bewegung innerhalb der Evangelischen Kirche, die auch in die Freikirchen ausstrahlte. Von ihrer Vorläuferin, der „Pfingstbewegung“, unterscheidet sich die „Charismatische Bewegung“ einerseits durch den weniger ekstatischen Umgang mit den Geistesgaben (wobei es auch hier immer wieder Ausnahmen gibt), andererseits durch deren unterschiedliche Beurteilung: Während die „Geistestaufe“ in der Pfingstbewegung gern als zweite, höhere Stufe der Geistverleihung nach der Wiedergeburt und die Zungenrede als ihr Beweis verstanden wird, fällt gemäß der „Charismatischen Bewegung“ beides in Bekehrung und Wiedergeburt zusammen; die Geistesgaben erscheinen dann lediglich als Manifestationen des Heiligen Geistes, ohne dass dabei einer bestimmten Gabe (wie der Zungenrede) ein Vorrang oder ein Beweischarakter zukäme. Die Stellung der Charismatiker innerhalb der Evangelikalen Bewegung ist in Deutschland dennoch umstritten; Reaktionen von nichtcharismatischen Evangelikalen hierzulande reichen (je nach Gemeinde und Gruppierung) von Akzeptanz und vorsichtiger Öffnung für charismatische Phänomene bis zu eindeutiger Ablehnung (zum Beispiel durch Teile der „Bekenntnis-Evangelikalen“ und den „Gnadauer Verband“); gelegentlich werden auch Warnungen ausgesprochen (vor allem in Zusammenhang mit Krankenheilungen oder einem stark dualistisch geprägten Geistverständnis). Das spannungsreiche Verhältnis lässt es nicht angemessen erscheinen, charismatische Frömmigkeitsformen ohne weitere Prüfung der Vergleichbarkeit als Beispiele für allgemein evangelikale Glaubensprägung darzustellen.

### Vereinigte Staaten von Amerika

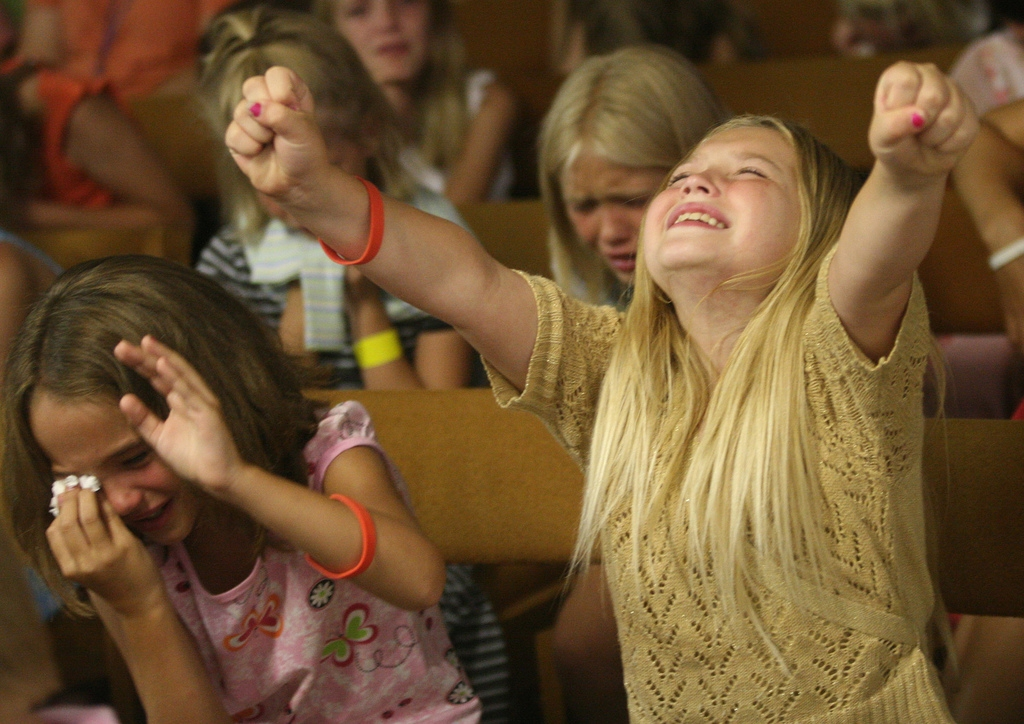
Auch bei Kindern lösen Massenevangelisationsveranstaltungen tiefe Emotionen aus.

Nach Meic Pearse und Derek Tidball gibt es eine allgemeine Übereinstimmung darüber, dass das Great Awakening und der Anfang des Methodismus im 18. Jahrhundert die Geburt der modernen evangelikalen Bewegung sind. Sie weisen dabei auf die gemeinsamen Charakteristiken stellvertretender Tod von Jesus, Bekehrung, Bibelstudium und aktives Christentum hin.
Die evangelikale Bewegung im eigentlichen Sinn und der protestantische Fundamentalismus entwickelten sich in den Vereinigten Staaten über verschiedene Phasen gemeinsam und trennten sich erst in der Mitte des 20. Jahrhunderts. Derek Tidball beschreibt die Entwicklung in drei Phasen:

#### Erste Phase: Konservative Theologie und Erweckungsbewegung
Im 19. Jahrhundert gab es verschiedene Bewegungen, die sich nahtlos in der evangelikalen Bewegung fortsetzten.

##### Überkonfessionelle protestantische Bewegungen
Im 19. Jahrhundert entstand eine Vielzahl konservativer, überkonfessioneller protestantischer Bewegungen wie
- Erweckungsbewegung
- Dispensationalismus
- Keswick-Bewegung
- Glaubensmission
- Interdenominational Foreign Missions Association
- Evangelische Allianz

Durch Erweckungsreisen im angelsächsischen Raum schufen sie die Basis für ein einendes Band. Grundlagen waren konservative Theologie, Supranaturalismus, individuelle Bekehrung, persönliches Gebetsleben, sowie eine wörtliche Bibelauslegung.

##### Konservative Theologie
Ebenfalls im 19. Jahrhundert kam es zu einer konservativen theologischen Bewegung in führenden amerikanischen Universitäten, die sich von der liberalen Theologie abgrenzte. Führend war dabei die renommierte presbyterianische Universität von Princeton, mit Charles Hodge, Archibald Alexander Hodge und Benjamin Breckinridge Warfield, die biblischen und dogmatischen Grundlagen der evangelikalen Theologie als Reaktion auf die von Europa herüberschwappende liberale Theologie.
Nach 1880 radikalisierten sich verschiedene kirchlich-konservative Strömungen im Kampf für die Prohibition und wandten sich von der Demokratischen Partei ab. Damit wurde eine überkonfessionelle Massenbewegung mit dem Ziel der Hebung der Moralität außerhalb des politischen Systems geschaffen.
Eine wichtige Rolle bei der Vereinigung konservativer Strömungen spielte der Presbyterianer Henry Parsons Crowell, der Begründer der Cerealienhandelsgesellschaft Oatmeal und ein Marketing-Genie. (Das Markenzeichen „Quaker Oats“ und die Abbildung eines Quäkers auf der damals unüblichen Verpackung sollte Assoziationen von Reinheit – purity – erwecken, obwohl Crowell nichts mit den Quäkern zu tun hatte.) 1904 wurde er Präsident des von der Industrie finanzierten Moody Bible Institute, dessen Arbeit auch gegen die nach 1890 einsetzende politische Radikalisierung breiter Mittelschichten und verarmter Farmer gerichtet war. Diese tief in religiösen Strömungen verankerte Bewegung des Südens und Mittelwestens organisierte sich in der Populist Party und in der Farmer’s Alliance. Beispielsweise wurde die Bewegung in South Carolina maßgeblich von der Methodist Protestant Church und den Disciples of Christ unterstützt, zwei auf dem Lande verbreiteten Abspaltungen der Methodist Episcopal Church bzw. der Baptisten, die sich gegen die „Tyrannei“ und das „Diktat“ ihrer Kirchenoberen und des Staates wandten. Die Farmer verstanden sich als die Jünger Christi, die ihren Kampf für Reformen und für die Autonomie des Privateigentums unmittelbar auf biblische Postulate gründeten.
Dabei kombinierten die evangelikal-populistischen Bewegungen ihre konservative Theologie auch mit marktliberalen und sozialdarwinistischen Ideen, reformorientierten Selbstverwaltungskonzepten und radikalisierten Varianten vormoderner und rückwärts gewandter Ideologien wie zum Beispiel kommunitären und religiösen Tugend- und Perfektionslehren, Auserwähltheitstopik oder Heilsuniversalismus. Beharrten die Konservativen auf dem Recht und der Pflicht zur individuellen Bibellektüre ohne die Notwendigkeit einer weiteren theologisch-kirchlichen Vermittlung, so konnten sich daraus die unterschiedlichsten radikalen Einsichten und Konsequenzen ergeben – je nachdem, welche Texte gelesen und wie wörtlich ihre Botschaften genommen wurden. Letzteres zeichnete aber die Evangelikalen aus.
Crowell und verschiedene Theologen versuchten daher, die individuelle Erleuchtung durch freie Bibellektüre mit der Aufrechterhaltung einer (freilich fiktiven) gemeinsamen konservativen protestantischen Orthodoxie zu verbinden, um ultraradikale Interpretationen einzudämmen.
Als Grundlagen dienten die von Cyrus I. Scofield 1909 herausgegebene Scofield-Bibel, eine auf dem Dispensationalismus basierende Studienbibel mit Kettenreferenzen, sowie die vom Moody Bible Institute unterstützte, von den beiden kalifornischen Ölmillionären Lyman und Milton Stewart finanzierte Buchreihe The Fundamentals. A Testimony to the Truth, eine seit 1910 erschienene zwölfbändige Sammlung von Arbeiten, die mit damals modernen Marketingmethoden beworben wurde und 300.000 Subskribenten fand. In ihr verteidigten konservative Theologen aus vielen Konfessionen und aus dem gesamten englischen Sprachraum die konservative Theologie gegen die historisch-kritische Exegese. Unter den 64 Kontributoren waren theologische Schwergewichte wie Benjamin Breckinridge Warfield, James Orr, und Reuben Archer Torrey.
Aufgrund dieses Namens kam es zur Bezeichnung Fundamentalisten für die Kontributoren, die jedoch nicht dem heutigen Verständnis des Ausdrucks entspricht – heute würden diese Theologen als evangelikal bezeichnet.

##### Innerkonfessionelle Bewegungen
Unabhängig davon fiel in diese Zeit auch das rasche Wachstum der Heiligungs- und Pfingstgemeinden, die insbesondere unter den nicht-intellektuellen Einwanderern und den Afroamerikanern Zulauf fanden.
Parallel dazu entwickelten sich auch in der „Basis“ der größeren Kirchen Bewegungen, die innerhalb ihrer jeweiligen Konfession gegen die liberalen oder modernistischen Strömungen protestierten, da diese die Grundlagen des Christentums zugunsten von agnostischen Prinzipien verlassen hätten. Die „Liberalen“ hätten eine säkulare, humanistische und skeptische Religion gegründet, basierend nicht mehr auf dem Christentum, sondern auf der zunehmend pluralistischen europäischen Kultur, die aus der Aufklärung entstanden sei.
Diese Bewegung bekam einen zusätzlichen Impetus von den jährlich stattfindenden Niagara Bible Conferences im letzten Viertel des 19. Jahrhunderts, wo sich baptistische und presbyterianische Theologen, aber auch Vertreter der Kongregationalisten, Methodisten, Lutheraner und Anglikaner zusammenfanden als Gegenbewegung gegen den theologischen Modernismus. An den Niagara Bible Conferences nahmen zahlreiche renommierte Theologen wie Cyrus I. Scofield, und Hudson Taylor teil. An verschiedenen dieser Konferenzen wurden überkonfessionelle unverzichtbare Grundlagen des christlichen Glaubens definiert.

#### Zweite Phase: Vereinigung der drei Bewegungen
Der Beginn der zweiten Periode lässt sich auf die Gründung der World’s Christian Fundamentals Association 1919 datieren, in der sich die voneinander unabhängigen konservativen Bewegungen auf der Basis von fünf traditionellen Grundwahrheiten des Christentums zusammenfanden:
- die Irrtumslosigkeit der Bibel
- die Gottheit Jesu Christi und seine Geburt von der Jungfrau Maria
- seine stellvertretende Sühne (Satisfaktionslehre)
- seine leibliche Auferstehung
- die Wiederkunft Christi (Parusie) und damit in Zusammenhang die leibliche Auferstehung der Toten

Die ersten beiden Punkte gehörten seit der Alten Kirche zu den grundlegenden Lehren des Christentums, der dritte ist in der westlichen (katholischen und protestantischen) konservativen Theologie seit dem Mittelalter unbestritten.
Die beiden letzten Punkte wurden zwar in der konservativen Theologie nie abgelehnt, aber auch nie besonders betont. Hier wurden sie bewusst aufgeführt, um sich einerseits gegen die historisch-kritische Exegese und andererseits gegen die Ablehnung der Realität von Wundern abzugrenzen.
Die resultierende Bewegung wurde als Fundamentalismus bezeichnet, umfasste aber neben den eigentlichen Fundamentalisten auch die wesentlich größere Gruppe der heutigen Evangelikalen. Im Fundamentalismus gab es einerseits immer noch theologische Kapazitäten wie John Gresham Machen und Cornelius Van Til – andererseits aber auch Leute wie Jay Frank Norris von den Southern Baptists oder Billy Sunday, ein ehemaliger Baseballspieler als Evangelist, die sich bestens für eine Karikatur eigneten.
In dieser Periode wurde auch die Kampagne gegen den Unterricht der Evolutionstheorie an den Schulen gestartet. Weltbekannt wurde der Affenprozess 1925 gegen den Lehrer John Thomas Scopes. Ziel der Kampagne war die Verteidigung biblischer Aussagen gegen die moderne Wissenschaft.
In vielen großen Konfessionen kam es zu Streitigkeiten und zu Abspaltungen der konservativen Gruppen. Dabei entstanden zum Beispiel aus den American Baptists die General Association of Regular Baptist Churches und aus der Northern Presbyterian Church die Orthodox Presbyterian Church.
Ein interkonfessionelles Netzwerk entstand unter Beteiligung von
- Bibelschulen
- Evangelisationsorganisationen
- Missionsgesellschaften
- Sommer-Bibelkonferenzen
- Verlagshäusern.

#### Dritte Phase: Trennung von Evangelicals und Fundamentalists
Das evangelikale Schisma wurde eingeleitet durch einen Prozess des Sich-Einlassens vieler Konfessionen auf die Moderne, mit dem Ziel, diese zu evangelisieren. Diese gründeten 1943 die National Association of Evangelicals.
1957 kam es in Nordamerika zur Trennung zwischen Evangelicals und Fundamentalists (dabei entspricht das englische Wort Fundamentalists nicht dem Sprachgebrauch im Deutschen seit ca. 1980, da in diesem Fundamentalisten mit Extremisten identifiziert werden, vielmehr bezieht es sich auf die Betonung von Fundamentals, also auf grundlegende biblische Wahrheiten; siehe oben unter Konservative Theologie), als der Erweckungsprediger Billy Graham sich die Kritik der Fundamentalists zuzog, die seine Mitarbeit im Ökumenischen Rat der Kirchen als Kompromiss mit den verderblichen Kräften des Modernismus deuteten. Bob Jones beschuldigte ihn der „Aufgabe der Religion“ und des „Opfers des Evangeliums auf dem Altar zeitgemäßer Opportunität“. Graham hielt am Sich-Einlassen fest. Das endgültige Schisma zwischen Evangelikalen und Fundamentalists erfolgte 1957, nachdem die Fundamentalists die finanzielle Unterstützung für den New York City Crusade abgelehnt hatten. Seitdem bezeichnet der Begriff strenggenommen nur mehr den verbliebenen Teil der Fundamentalisten, wenn er auch in weiterem Sinne auf die protestantische Rechte der USA angewandt wird.

#### Post-Evangelikalismus
Innerhalb der evangelikalen Bewegung gibt es inzwischen viele Menschen, die dem klassischen Evangelikalismus nicht mehr ganz zustimmen wollen. Etliche dieser Leute leben ihren Glauben im Privaten aus, finden aber für sich keinen Platz in den evangelikalen Kreisen. Gründe dafür können sein, dass diese Leute die erlebte Enge und den Dogmatismus nicht teilen. In ihrem Denken sind sie stark von der Postmoderne geprägt. Auch die evangelikale Subkultur (vor allem in den USA) mit ihren speziellen Gottesdiensten, Kirchenzentren, Musik und Literatur sowie teilweise kommerzialisierten Auswüchsen wird kritisch hinterfragt.
Als Bewegung lässt sich der Post-Evangelikalismus nicht konkret umschreiben. Die Verbindung zwischen post-evangelikal und evangelikal lässt sich sowohl als Kontinuität als auch als Diskontinuität beschreiben. Das Verhältnis spiegelt im Wesentlichen die Entwicklung von der Moderne zur Postmoderne wider.
Einen hohen Stellenwert nimmt im Verständnis der Bibel und der Gemeinde die Kultur ein. Die kulturelle Relativität muss sowohl bei der Bibelauslegung als auch dem Gemeindebau berücksichtigt werden. Eng verbunden mit dieser Ausrichtung ist die unter Konservativ-Evangelikalen umstrittene Emerging Church, die versucht Gemeinde und Theologie postmodern neu zu entwickeln. Vertreter des Post-Evangelikalismus sind beispielsweise Dave Tomlinson oder Stanley Grenz.

## Evangelikale und Politik

### Europa
In Europa sind Evangelikale meist konservativ orientiert und treten für ein christlich geprägtes Wertesystem ein. So gut wie alle europäischen Evangelikalen tendieren zu einer konservativen Haltung in Fragen wie Abtreibung oder Sterbehilfe; in Fragen, die die Sozialpolitik, den Umweltschutz, die Bildungspolitik oder die Asylgesetzgebung betreffen, stehen aber viele europäische Evangelikale eher links. Spätestens seit dem Irakkrieg gibt es auch unter den politisch Konservativen eine deutliche Skepsis gegenüber den USA, die teilweise auch bei Evangelisationen thematisiert wird, etwa durch Ulrich Parzany; diese Kritik umfasst auch die Einstellung der amerikanischen Evangelikalen zu wirtschaftlich-sozialen Verhältnissen. In vielen Ländern orientieren sich Evangelikale politisch an den etablierten Parteien (in Deutschland vor allem an der CDU) und versuchen, darüber politischen Einfluss auszuüben, entweder direkt oder über besondere Parteiforen, wie etwa die Christdemokraten für das Leben, die sich gegen Abtreibung aussprechen und Netzwerke auch außerhalb der Politik unterhalten. Daneben wurden auch eigene evangelikale politische Parteien gegründet, wie zum Beispiel die Evangelische Volkspartei (Schweiz), die Eidgenössisch-Demokratische Union oder Bündnis C – Christen für Deutschland (siehe auch Europäische Christliche Politische Bewegung#Mitgliedsparteien).

### Nordamerika
In Nordamerika sind die Evangelikalen gemäß verschiedenen Umfragen politisch in den vergangenen Jahrzehnten mehrheitlich rechtskonservativ und wählen heute zumeist republikanisch. Dabei waren die Evangelikalen über lange Zeit nicht kompromittiert durch Tages- oder Machtpolitik. Allerdings wurde das 1935 gegründete Prayer Breakfast Movement (The Family) besonders zur Zeit des Kalten Krieges missionierend in Politik und Militär aktiv und kreierte das militant-antikommunistische Militant Liberty-Programm, das von hohen Militärs wie Admiral Arthur W. Radford unterstützt wurde. Zur Überwindung der damaligen Weltwirtschaftskrise forderte die Gruppe anstelle des „New Deals“ eine Rückbesinnung auf „traditionell christliche Werte“ und einen Elite-Fundamentalismus, bei dem die Gesellschaft anstelle einer Demokratie durch „gott-geführte“ Männer kontrolliert wird, die durch die Offenbarungen von Jesus Christus geleitet werden sollen.
Später standen die Evangelikalen als Antiföderalisten der Regierung in Washington und auch der Macht der Banken eher distanziert gegenüber. Viele Evangelikale politisierten sich nach dem Grundsatzurteil zur Abtreibung Roe v. Wade von 1973. Jerry Falwell (1933–2007) gilt gemeinsam mit Paul Weyrich (1942–2008), dem Mitbegründer der Heritage Foundation, als Gründer der politisch-religiösen, den Republikanern nahestehenden Basisbewegung Moral Majority (1979), die Jimmy Carter – selbst ein gläubiger Evangelikaler – erheblich unter Druck setzte und in den Wahlkampf 1980 eingriff. Falwell wetterte als Fernsehprediger gegen Homosexuelle, Liberale, Moslems und Gewerkschaften. Nach der zweiten Amtszeit Ronald Reagans sank die Bedeutung der politischen evangelikalen Bewegung, da von vielen Wählern nun keine moralischen Gefahren mehr wahrgenommen wurden. Das Spendenaufkommen ging zurück, Moral Majority löste sich 1989 auf.
Nach der Finanzkrise kritisierten die Evangelikalen eher die staatlichen Rettungsaktionen als die Banken. Nathan Duffy (in The Federalist) postuliert, dass Christus eine Vorliebe für reiche Steuerzahler habe und verteidigt die wegen ihres Reichtums „Marginalisierten“. Das Eigentum ist für viele populäre Vertreter der Evangelikalen ebenso Privatsache wie die Erlösung; auch größter Reichtum wird als eine persönliche Auszeichnung angesehen, wegen der niemand diskriminiert werden dürfe.
Gelegentlich werden auch christliche Libertäre zu den Evangelikalen gezählt; beide verbindet die Ablehnung von staatlicher Macht und staatlichen Eingriffen außer im Fall von Mord, Diebstahl oder Betrug. Die Libertären neigen jedoch zu anarchistischen Auffassungen; oft rekrutieren sie sich aus der katholischen Bevölkerung. Ein Think Tank des konservativen, den Republikanern und Evangelikalen nahestehenden Bewegung ist das 1990 von dem früheren Aktivisten der Schwulenbewegung und heutigem katholischen Priester Robert A. Sirico gegründete Acton Institute for the Study of Religion and Liberty in Grand Rapids (Michigan) und Rom.
Eine spezielle Form einer evangelikal geprägten Politik stellt der Dominionismus dar, welcher eine Schnittstelle zwischen dem christlichen Fundamentalismus und der Politik markiert. Dominionisten berufen sich auf Genesis 1,26-28  und lehnen eine Trennung zwischen Staat und Kirche ab. Das Spektrum reicht von harten Dominionisten, welche einen totalitären Gottesstaat basierend auf den Zehn Geboten errichten wollen, bis hin zu weichen Dominionisten, welche lediglich eine Dominanz von „christlichen“, evangelikal-konservativen Werten in den Bereichen Staat, Geschäftswelt, Medien, Kunst und Unterhaltung, Bildung, Familie und Religion anstreben. Zu letzterer Gruppe zählen einflussreiche Politiker wie Michele Bachmann und Rick Perry.

#### Einstellungen und politische Präferenzen
Die große Mehrheit der Evangelikalen ist heute gegen die Liberalisierung des Schwangerschaftsabbruchs, gegen Säkularisierung und pluralistische Lebensstile, für die Todesstrafe und gegen staatliche Sozialmaßnahmen: Sozialhilfe wird als Aufgabe der Kirchen gesehen. Ihre Einstellung ist nicht rassistisch, sondern vorwiegend ethnozentristisch: Einwanderer bedrohen durch ihre fremden Kulturen die amerikanischen Werte. Anhänger islamischen Glaubens werden tendenziell ablehnend betrachtet. Diese Ablehnung verstärkte sich durch die Entwicklung des Irakkrieges und den Terroranschlag in New York, der stellenweise auch apokalyptisch/eschatologisch gedeutet wird/wurde.
Seit den 1990er Jahren kann die Demokratische Partei, die früher von vielen Anhängern der Southern Baptists unterstützt wurde, wegen ihrer restriktiven Einstellungen gegenüber Schulgebeten und ihrer liberalen Position gegenüber Abtreibungen und Homosexualität in den Südstaaten mit einem hohen Anteil an ärmeren weißen Evangelikalen, die sie früher gewählt hatten, kaum noch Wahlerfolge erzielen. Das Erstarken der Evangelikalen im Bible Belt wird sogar als Reaktion auf die Politik des sog. demokratischen Establishment interpretiert. Hinzu kommt das Empfinden vieler Weißer, dass die Sozialgesetzgebung der Demokraten die Schwarzen angeblich unangemessen bevorzugt.
Die christliche neue Rechte der Vereinigten Staaten, die eine einflussreiche politische Position einnimmt, besteht mehrheitlich aus Evangelikalen. Vertreter sind beispielsweise James Dobson, Franklin Graham, Pat Robertson, Charles Colson oder George W. Bush. Bei den Präsidentschaftswahlen 2016 stimmten laut ABC News 81 Prozent der evangelikalen Wähler für Trump, nur 16 für Clinton. ABC News berichtete, dies sei der größte Vorsprung eines Kandidaten bei den Evangelikalen, seit die Statistik 2004 eingeführt wurde. Zu den Anhängern des sogenannten Prosperity gospel (Biblischer Kapitalismus), die davon ausgehen, dass die Wirtschaftsordnung von Gott ordiniert sei, gehört der ehemalige amerikanische Vizepräsident Mike Pence.
Die Kritik der radikalen Evangelikalen in den USA an staatlichen Eingriffen ganz allgemein, insbesondere solchen in das Gesundheits- und Bildungssystem, und vor allem auch ihr Widerstand gegen Obamacare werden von dem Historiker Matthew Sutton aber auch mit den von ihnen seit Ende des 19. Jahrhunderts gehegten apokalyptischen Erwartungen begründet. Danach werden am Ende der Zeiten alle Staaten die Herrschaft einem totalitären politischen Führer übertragen, der sich als der Antichrist erweisen wird. Dieser evangelikale Widerstand gegen staatliche Eingriffe hat sich schon zu Zeiten des New Deal in den 1930er Jahren artikuliert.
Heute glauben etwa 58 Prozent der weißen Evangelikalen in den USA, dass Jesus bis 2050 wiederkehren werde. Für die afroamerikanischen Evangelikalen tritt der Antichrist jedoch eher in Form rassistischer Politik und Justiz auf, während die weißen Evangelikalen die Bürgerrechtsbewegung als Form endzeitlicher Gesetzlosigkeit ansehen.
In einer repräsentativen Gallup-Umfrage von 2008, in der die Haltung der Amerikaner zu verschiedenen Religionen und Konfessionen erfragt wurde, wurden Evangelikale von 39 % der Bevölkerung als positiv, von 16 % als negativ gesehen (im Vergleich dazu Methodisten 49 % positiv, 4 % negativ, Baptisten 45 % positiv, 10 % negativ, Katholiken 45 % positiv, 13 % negativ, Atheisten 13 % positiv, 45 % negativ, Scientologen 7 % positiv, 52 % negativ). Die Antworten von Nichtchristen in der gleichen Umfrage ergaben für Evangelikale 13 % positiv und 52 % negativ.
Laut einer 2007 veröffentlichten Studie der Barna Group berichten 16 Prozent der Nichtchristen in den USA zwischen 16 und 29 Jahren, dass sie mit dem Christentum allgemein positive Assoziationen verbinden (gegenüber noch 85 Prozent im Jahr 1996). Das evangelikale Christentum hingegen hat bei lediglich 3 Prozent der gleichen Gruppe ein positives Image. Verglichen mit der vorausgehenden Babyboomer-Generation sei die Unbeliebtheit evangelikaler Christen bei Nichtchristen um ein achtfaches gestiegen. In der Studie fiel auch auf, dass die Definition für als „Evangelikale“ bezeichnete Christen recht unklar ist. Häufig wurden sie für politische Aktivisten gehalten; ihre spezifischen theologischen Anschauungen wurden nicht wahrgenommen.
In den USA sind evangelikale Christen überdurchschnittlich häufig Besitzer von Schusswaffen und treten besonders stark für das Recht auf Waffenbesitz ein. Manche Evangelikale sehen das Recht auf Waffenbesitz als gottgegeben an und betrachten Waffen als Werkzeug, um Gottes Auftrag zu erfüllen.

#### Evangelikale Linke
Neben der christlichen Rechten gibt es in den Vereinigten Staaten auch die so genannte evangelikale Linke. Sie ist weniger organisiert und war in der Vergangenheit politisch weniger einflussreich. In zunehmendem Maße aber gewinnen Linksevangelikale in den Vereinigten Staaten in den letzten Jahren an Einfluss. Zum einen liegt es daran, dass die alte Garde der bekannten rechtskonservativen Prediger alt wird bzw. stirbt. Zum anderen ist dies darin begründet, dass die jüngere Generation der nachwachsenden Theologiestudenten gesellschaftlich offener und toleranter sind. Diese neue Generation der evangelikalen Theologiestudenten ist eher links orientiert einzustufen.
Als Teil der Christian Left nehmen Linksevangelikale eine Sonderstellung ein: Christen, die anders als liberale Vertreter der Christian Left aufgrund ihrer theologischen Grundüberzeugungen her eher eine evangelikale als eine liberale Theologie vertreten, teils auch wertkonservativ eingestellt sind, aber bei Themen wie Sozialpolitik, Friedenspolitik, Menschen- und Bürgerrechte eindeutig linke Positionen beziehen und sich sehr aktiv für diese Positionen einsetzen.
Die Evangelikale Umweltbewegung („Evangelical environmentalism“) ist eine Umweltbewegung in den Vereinigten Staaten, die den biblischen Auftrag zum Bebauen und Bewahren der Schöpfung betonen. Die Bewegung zielt zwar auf mehrere Aspekte des Umweltschutzes, wurde aber bekannt für Klimaschutz aufgrund ihrer theologischen Perspektive. Die Evangelical Climate Initiative argumentiert, dass der menschengemachte Klimawandel ernsthafte Konsequenzen haben und die Armen am stärksten treffen wird. Darum ruft sie auf, den Klimawandel zu verlangsamen und die Armen bei der Anpassung an geänderte Klimabedingungen zu unterstützen.
Einer der prominentesten Linksevangelikalen ist Jim Wallis, Gründer und Leiter einer christlichen Kommunität namens Sojourners Community, Prediger und Buchautor. Der Titel seines letzten Buchs zeigt deutlich die Ansicht der Linksevangelikalen, dass eine christliche Politik nicht mit der traditionellen Einteilung in „rechts“ und „links“ funktioniert: God’s Politics: Why the Right Gets It Wrong and the Left Doesn’t Get It. Dass Linksevangelikale trotz Differenzen zu anderen Vertretern der Christian Left meist zu dieser gezählt werden und Jim Wallis für einige sogar ein Aushängeschild der religiösen Linken ist, mag daran liegen, dass ihr Engagement gegen Armut und für Themen wie Frieden und Gerechtigkeit im Vordergrund ihrer Aktivitäten steht und sie nicht selten heftig von der religiösen Rechten kritisiert werden.

#### New Evangelicalism
Aus Enttäuschung über die Vereinnahmung der Evangelikalen durch die Republikanische Partei sowie die einseitige Themen-Fokussierung wie etwa auf die Homosexualität sowie den gehässigen Ton von vielen Anführern der Christlichen Rechte haben sich viele bekennende Christen neu orientiert. Marcia Pally geht aufgrund ihrer Untersuchungen und Umfragen vor dem Jahr 2010 davon aus, dass ungefähr je ein Drittel der Evangelikalen in ihrer Sympathie zu den Republikanern, den Demokraten und zu den Unabhängigen gehören. Viele Christen, die bisher die Republikaner gewählt haben, weil sie gegen Abtreibung waren, wählen jetzt Demokraten, weil sie die Armut bekämpfen wollen, welche die hohe Zahl der Abtreibungen begünstigt. Nach Einschätzung von Pally wollen die Neuen Evangelikalen solidarisch sein mit den Zugewanderten und wollen sich für eine legale Aufenthaltsmöglichkeit für sie einsetzen. Sie fordern von ihnen auch keine Assimilation. Der christliche Weg gehe über den Golgota-Hügel und nicht über den als korrupt empfundenen Capitol-Hügel. Der dominionistische Weg werde von den Neuen Evangelikalen abgelehnt, gefragt sei der Weg als christliche Minderheit in der pluralistischen Demokratie. Die Solidarität mit der Gesellschaft und den Armen sei eine logische Konsequenz der unter Evangelikalen stark vorhandenen Überzeugung nach Trennung von Kirche und Staat als Folge der Golgota-Logik. Daher sei es nicht konsequent, sich für das Schulgebet und den Kreationismus-Unterricht an den Schulen einzusetzen, finden viele New Evangelicals. Der Evangelikalismus habe sich des nationalistischen und politischen Götzendienstes schuldig gemacht, wird bei Pally ein Reverend aus Minnesota zitiert. Christen müssten seiner Ansicht nach nicht an Gewalthandlungen der Regierung teilnehmen. Zudem ist er gegen Wahlempfehlungen von der Kanzel herab. Auch Bill Hybels sprach sich gegen die Irak-Invasion 2003 aus. Ein Teil der heterogenen Bewegung der Neuen Evangelikalen hat eine Affinität zu den sogenannten Emerging Churches. Pally macht zwischen der Religiösen Rechten und der Evangelikalen Linken mehrere Zwischen- und Übergangsformen aus. Der evangelikale Autor und Prediger Jim Wallis wendet sich zum Beispiel gegen die Steuersenkungen für Reiche, wie sie viele Evangelikalen fordern.

### Schwellenländer und Dritte Welt
Nach Angabe von C. René Padilla, Lindy Scott positionieren sich Evangelikale in Schwellenländern und in der Dritten Welt in politischen und sozialen Fragen eher „links“ (sie stehen für soziale Gerechtigkeit, Armutsbekämpfung usw.); bei gesellschaftspolitischen Themen wie Ehegesetzen oder Homosexualität bleiben sie entschieden konservativ. Allerdings vertreten einflussreiche evangelikale Politiker überwiegend, aber nicht ausschließlich, rechts-religiöse bis fundamentalistische Positionen. Obwohl diese damit nicht den evangelikalen Mainstream repräsentieren, gewinnt die religiöse Rechte einen zunehmenden Einfluss in der südlichen Hemisphäre.
Die religiöse Rechte folgt dabei einer weitgehend geschlossenen Ideologie, welche Skepsis gegenüber Homosexualität, Verbot von Abtreibungen, freien Waffenbesitz, völligen Sozialabbau und die Privatisierung von Bildungs- und Gesundheitssystems sowie den Kapitalismus als ein von Gott begünstigtes System beinhaltet. Vertreter der evangelikalen Linken engagieren sich dagegen vorwiegend in bestehenden Parteien.
Zur Mobilisierung von Anhängern, zum Beispiel in Brasilien oder den Philippinen, wird zunehmend auf die sogenannte „Geistliche Kriegsführung“ (spiritual warfare) zurückgegriffen, einer von dem neo-charismatischen Theoretiker C. Peter Wagner entworfenen Verschwörungstheorie, nach welcher bestimmte Orte von „Dämonen“ besessen seinen und diese durch Gebete oder Jesusmärsche vertrieben werden müssten. Als „dämonisch“ werden dabei oft Orte mit geschichtlichem bzw. politischen Hintergrund gewählt, häufig sind dies welche, die den Organisatoren missliebig sind, darunter Kultstätten anderer Religionen, Abtreibungskliniken und Begegnungsstellen Homosexueller, eine einheitliche Definition existiert aber nicht. Trotz der militaristischen Rhetorik handelte es sich dabei um rein spirituelle Märsche, nicht um gewalttätige Ausschreitungen. Die „Geistige Kriegsführung“ dient vor allem der Mobilisierung der eigenen Anhängerschar und wird von den meisten nicht-evangelikalen und vielen evangelikalen Christen abgelehnt.

#### Lateinamerika
Das Erstarken der Evangelikalen hat in der südlichen Hemisphäre zu einer politischen Destabilisierung einiger Länder geführt. In vielen Regionen Lateinamerikas haben Evangelikale florierende wirtschaftliche Aktivitäten entwickelt und ihr Einfluss auf die Parlamente steigt.
Konservative Missionare, welche überwiegend der im Deep South der Vereinigten Staaten beheimateten Charismatischen Bewegung beheimatet waren, wurden ab den 1970er Jahren durch die Vereinigten Staaten, insbesondere während republikanischer Regierungen und durch die CIA, gezielt gefördert, um den Einfluss linker Katholiken – die Befreiungstheologie war populär unter vielen sozialistischen, teilweise von den Sowjets unterstützten Parteien und Guerillas – und moderater, amerikaskeptischer Christdemokraten zu schwächen. US-Präsident Richard Nixon befürwortete die Unterstützung der protestantischen Mission, nachdem ein Memorandum von 1969, das der damalige Vizepräsident Nelson Rockefeller erhalten hatte, zusammengefasst hatte: „Die katholische Kirche ist kein Verbündeter mehr, dem die USA vertrauen können.“ Dies wurde in dem Buch World Order and Religion des US-amerikanischen Religionssoziologen Wade Clark Roof bestätigt. Der guatemaltekische Erzbischof Próspero Penados machte die USA auch dafür verantwortlich, den Evangelikalismus in Guatemala zu fördern, da er eher politische als religiöse Gründe vermutete: „Die Verbreitung des Protestantismus in Guatemala ist eher Teil einer wirtschaftlichen und politischen Strategie gegen die katholische Doktrin der sozialen Gerechtigkeit.“
Das Wachstum der Evangelikalen wird von Beobachtern aber auch darauf zurückgeführt, dass die katholische Kirche die Bedeutung des sozialen Wandels der 1960er Jahre nicht erkannt hat, die zur Verelendung breiter Schichten führte, und die darauf reagierende Befreiungstheologie disqualifiziert und massiv bekämpft hat. Die katholische Kirche habe sich darauf beschränkt, die Hoffnung der Menschen aufrechtzuerhalten, ohne ihre reale Situation zu verändern.
Die massiven Migrationsströme vom Land in die Elendsgürtel der Großstädte Zentralamerikas begünstigten in dieser Situation das Wachstum der Evangelikalen. In Guatemala bot das große Erdbeben vom Februar 1976 eine Eintrittskarte für evangelikale Kirchen aus den USA, die mit Hilfsgütern ins Land kamen. Ähnliches gilt für andere Länder der Region und insbesondere für Haiti, wo nach dem Erdbeben 2010 zuerst die evangelikalen Kirchengebäude wieder aufgebaut wurden.
Der erste evangelikale Präsident eines lateinamerikanischen Staates war der guatemaltekische Diktator Efraín Ríos Montt, welcher 1982 durch einen von den USA unterstützten Militärputsch an die Macht kam. In seiner Amtszeit kam es zu blutigen Kriegsverbrechen wie den Massakern und Vergewaltigungen an den Ixil, für welcher er am 10. Mai 2013 wegen Völkermordes und Verbrechen gegen die Menschlichkeit zu 80 Jahren Gefängnis verurteilt wurde.
Korruption und Vetternwirtschaft bildeten auch den Leitfaden der Amtszeit des Rechtspopulisten Jimmy Morales, welchem Geldwäsche und Verbindungen ins Drogenmilieu nachgewiesen wurden. Des Weiteren wird Morales vorgeworfen, einen Kindesmissbrauchsring im Präsidentenpalast aufgebaut zu haben.
Brasilien
In Zeiten der politischen und wirtschaftlichen Krise seit 2017 in Brasilien versuchen evangelikale Kirchen, Pastoren oder auch nahestehende Parteien Politik zu gestalten. Von den 513 Abgeordneten des brasilianischen Parlaments gehörten 2018 rund 100 der im Jahre 2003 gegründeten bancada evangélica an, ebenso der 2018 gewählte, bis 2022 amtierende Präsident Jair Bolsonaro, der sich 2016 im Jordan taufen ließ und glaubte, in einem Kulturkampf gegen das Christentum bedrohenden Kräften zu stehen.
Verschiedene evangelikale Kirchen unterhalten unterschiedliche politische Parteien als Interessensvertreter im Parlament. Der rechtskonservative Partido Social Cristão, geleitet von Pastor Everaldo Pereira, gilt als der politische Arm der Assembleias de Deus. Jedoch sind in dieser Partei auch bekennende Katholiken aktiv wie der frühere Gouverneur des Bundesstaates Rio de Janeiro, Wilson Witzel. Politiker der evangelikalen Rechten in Brasilien sind regelmäßig in Skandale und Gesetzesverstöße verwickelt. Pastor Marco Feliciano bezeichnete Afrikaner als ein Opfer eines Fluchs aus Noahs Zeiten seien,. was ihm den Vorwurf des Rassismus eintrug. Des Weiteren waren er und Everaldo Pereira in Fälle sexueller Belästigung und Bestechung involviert.
Zu den wichtigsten evangelikalen Parteien gehört die fundamentalistische Partido Republicano Brasileiro. Diese steht de-fakto unter der Kontrolle des Sektengurus Edir Macedo, einem ehemaligen Lotterieangestellten und selbsternannten Wunderheiler und Gründer der neopfingstlerischen Igreja Universal do Reino de Deus (IURD). Diese Partei strebt eine „Re-Christianisierung Brasiliens im Sinne einer rigiden und apokalyptisch bestimmten Ethik“ an. Ein weiteres bekanntes Gesicht der Partei ist der in wirtschafts- und gesellschaftspolitischer Hinsicht konservative Kreationist Marcelo Crivella, Neffe Macedos und freigestellter Bischof der IURD, zugleich Mitbegründer der Brasilianischen Republikanischen Partei, ehemaliger Senator für den Bundesstaat Rio de Janeiro und Fischereiminister und seit Anfang 2017 bis Ende 2020 Bürgermeister der Stadt Rio de Janeiro. Er war in Rio jedoch umstritten, da er den traditionellen Karneval der Stadt als „heidnisch“ bezeichnet und diesem regelmäßig fernbleibt. Crivella war in seiner Zeit als Missionar von extremer religiöser Intoleranz geprägt, so bezeichnete er in seinem Buch Evangelizing Africa Katholiken als dämonisch und behauptete, traditionelle Religionen Afrikas würden „böse Geister“ verehren und Hindus Kinderblut trinken, distanziert sich inzwischen nach eigener Aussage von diesen Äußerungen.
Typisch ist auch der Aufstieg von Führungsfiguren der Evangelikalen zu Wirtschaftsmagnaten, die sich zusätzlich noch politisch betätigen. Die brasilianische Igreja Universal do Reino de Deus hat größtenteils durch Spenden ein ökonomisches Imperium aufgebaut; ihr selbsternannter Bischof Edir Macedo ist mit einem geschätzten Vermögen von 1,2 Milliarden US-Dollar einer der reichsten Unternehmer Brasiliens.
Einige Gruppen wie die an der Regierung Bolsonaro beteiligte rechtsextreme Partei Patriota forderten die Beseitigung der bisherigen, säkularen und demokratischen Verfassung und stattdessen die Einführung einer Theokratie. Dadurch erscheint vielen Brasilianern die in der Verfassung festgeschriebene Trennung von Staat und Kirche in Gefahr. Das Oberste Wahlgericht (TSE) muss sich eventuell der Frage annehmen, ob den Kirchen untersagt werden soll, ihre Anziehungskraft auf Gläubige und ihre ökonomischen Mittel für Wahlzwecke zu nutzen. Die evangelikalen Kirchen finanzierten den Wahlkampf Jair Bolsonaros, bekämpfen die von der katholischen Kirche lange geduldeten afrobrasilianischen Kulte und Traditionen und behindern die vom Gesetz vorgeschriebene Berücksichtigung afrobrasilianischer und indigener Themen in der Schule.
In Brasilien hat das „Kapern“ von bestehenden politischen Parteien durch evangelikale Rechte inzwischen eine gewisse Tradition erreicht. So wurde der ursprünglich eher progressive Partido Social Liberal durch den Eintritt des Jair Bolsonaro zu einer rechtsextremen Partei mit evangelikaler Prägung umgeformt. Weitere Parteien, welche durch die evangelikale Rechte vereinnahmt wurden, ist der ehemals umweltpolitisch ausgerichtete Partido Nacional Ecológico (heute Patriota), sowie Podemos, die durch den Eintritt von Pastor Marco Feliciano ihre linkspopulistische Ausrichtung zugunsten einer wirtschaftsliberalen und einer gemäßigt-religiösen Agenda änderte.
Zu den bekannten evangelikalen Linken in Brasilien zählen die afro-brasilianische Menschenrechtsaktivistin und ehemalige Gouverneurin des Bundesstaates Rio de Janeiro, Benedita da Silva von der Partido dos Trabalhadores, welche sich für die Rechte der Frauen und benachteiligter Bevölkerungsgruppen einsetzt sowie die grüne Politikerin Marina Silva von Rede, welche bei der Wahl 2014 in Brasilien nur knapp die Stichwahl verpasste. Beide sind bekennende Pfingstler.
Auch in anderen lateinamerikanischen Staaten erscheint der staatliche Laizismus in Gefahr. Bei der Abstimmung über das Friedensabkommen in Kolumbien 2016 gelang es der Regierung nicht, die Bedenken evangelikaler Gruppen gegen manche Aspekte des Abkommens zu zerstreuen, wodurch es zu Fall kam.

#### Afrika
Im Kongo hat das Erstarken der Pfingstbewegung zu Exorzismen und Gräueltaten an Kindern geführt, den sogenannten Hexenkindern. Solche Teufelsaustreibungen waren im christlichen Afrika bisher eher unüblich.
Im südlichen Afrika existieren mit der Christian Democratic Party in Südafrika und der Christian Democratic Voice Party in Namibia kleinere Parteien mit evangelikal-theokratischer Ausrichtung, welche jedoch trotz eines florierenden Evangelikalismus, insbesondere in den Townships Afrikas, politisch weitgehend bedeutungslos sind und vor allem von den Mitgliedern kleiner, fundamentalistischer Sekten getragen werden.
Auch in Kenia steigt die Bedeutung der meist pentekostal-evangelikalen afrikanischen Kirchen in der Politik. Wohlstand und politischen Einfluss werden dort als positive Auszeichnung durch Gott gesehen.

#### Islamische Länder
In zahlreichen islamischen Ländern wurde die Missionstätigkeit seitens Nichtmuslimen gesetzlich verboten, da sich auch aufgrund evangelikaler Missionare „zu viele“ Muslime dem christlichen Glauben zuwandten. In bestimmten Ländern wird evangelikalen Denominationen die rechtliche Anerkennung verweigert, was mit Diskriminierung von Angehörigen dieser Kirchen verbunden ist (siehe zum Beispiel Eritrea).

### Asien
In Südkorea existiert eine große evangelikale Gemeinde mit teils fundamentalistischen Zügen. Seit der Präsidentschaft Lee Myung-bak gerät diese Szene stärker in den Blickpunkt der Öffentlichkeit. Professor Son Bong-ho von der Goshin-Universität kritisierte Präsident Lee wegen der Teilnahme an einem nationalen Gebetsmarsch im März 2011 und fürchtete die Gefahr eines zunehmenden evangelikalen Einfluss auf die bisher säkulare koreanische Politik. Zunehmende Feindseligkeiten radikaler protestantischer Christen gegenüber dem Buddhismus und der traditionellen Religion Koreas haben jedoch zu starker Kritik seitens der Öffentlichkeit und einen Backlash gegenüber den protestantische Kirchen geführt. Autor Chan-sik Hong sieht die evangelikale Szene in Korea daher im Rückgang. Andererseits hat die Regierung einen Vorschlag vorgelegt, der die Tätigkeiten koreanischer Missionare im mittleren Osten begrenzen soll.
In der Volksrepublik China wird evangelikalen Denominationen oft die Anerkennung verweigert.

## Persönlichkeiten

### Deutscher Sprachraum
- Gerhard Bergmann (1914–1981), deutscher evangelischer Pfarrer und Evangelist der Deutschen Zeltmission
- Peter Beyerhaus (1929–2020), deutscher evangelischer Pfarrer, Missionar und Missionswissenschaftler
- Leo Bigger (* 1968), Schweizer Pastor und Mitbegründer der International Christian Fellowship (ICF)
- Carl Brockhaus (1822–1899), deutscher Lehrer, Prediger, Gründer Brüdergemeinden und Brockhausverlag und Herausgeber Elberfelder Bibel in Wuppertal
- Wilhelm Busch (1897–1966), deutscher evangelischer Pfarrer in Essen und Autor des Buches Jesus unser Schicksal
- Heinz-Horst Deichmann (1926–2014), deutscher Unternehmer
- Hans-Joachim Eckstein (* 1950), deutscher evangelischer Neutestamentler in Tübingen
- Ulrich Eggers (* 1955), deutscher freikirchlicher Pastor, Autor, Verlagsleiter SCM Bundes-Verlag und Geschäftsführer der Stiftung Christliche Medien
- Tobias Faix (* 1969), deutscher evangelischer Theologe, Autor und Professor der Evangelischen Hochschule Tabor in Marburg und an der Universität von Südafrika in Pretoria
- Siegfried Fietz (* 1946), deutscher Liedermacher
- Lothar Gassmann (* 1958), deutscher Theologe, Publizist und Liedermacher
- Klaus Gerth (* 1943), deutscher Manager, Autor und Leiter von Gerth Medien
- Werner Gitt (* 1937), Professor und Dir. a. D. an der Physikalisch-Technischen Bundesanstalt in Braunschweig (PTB), internationaler Konferenzredner und Autor
- Peter Hahne (* 1952), deutscher evangelischer Theologe, Fernsehsprecher und Autor
- Friedrich Hänssler (1927–2019), deutscher Musikwissenschaftler, Theologe und Verleger im Hänssler Verlag
- Heinzpeter Hempelmann (* 1954), deutscher Seminardirektor der Liebenzeller Mission 1995–2006 und evangelischer Theologie- und Philosophieprofessor an der Evangelischen Hochschule Tabor in Marburg
- Michael Herbst (* 1955), deutscher evangelischer Theologieprofessor in Greifswald
- Stephan Holthaus (* 1962), deutscher evangelischer Theologieprofessor Freie Theologische Hochschule Gießen
- Heinrich Kemner (1903–1993), Evangelist, Erweckungsprediger und Gründer GRZ Krelingen
- Theo Lehmann (* 1934), evangelischer Theologe, Evangelist und Autor
- Gerhard Maier (* 1937), deutscher Theologe und Jurist, Rektor des Albrecht-Bengel-Hauses und Landesbischof der Evangelischen Kirche in Württemberg 2001–2005
- Horst Marquardt (1929–2020), methodistischer Pastor, Journalist, Autor und Mitbegründer Evangeliumsrundfunk ERF, Evangelische Nachrichtenagentur idea und Christliche Medieninitiative pro
- Armin Mauerhofer (* 1946), Professor für Praktische Theologie und Pfarrer im Bund der Freien Evangelischen Gemeinden in der Schweiz
- Jürgen Mette (* 1952), ehemaliger Vorsitzender der Stiftung Marburger Medien und Buchautor
- Johann Gerhard Oncken (1800–1884), Begründer der deutschen Baptisten
- Wilhelm Pahls (* 1936), deutscher Evangelist und Prediger
- Ulrich Parzany (* 1941), deutscher evangelischer Pfarrer und Evangelist, auch bei ProChrist
- Samuel Pfeifer (* 1952), Schweizer Arzt und Psychiater in Basel und Professor an der Evangelischen Hochschule Tabor in Marburg
- Johannes Reimer (* 1955), deutscher Missiologe an der Theologischen Hochschule Ewersbach und an der Universität von Südafrika in Pretoria
- Fritz Rienecker (1897–1965), deutscher evangelischer Theologe und Herausgeber der Wuppertaler Studienbibel
- Erich Sauer (1898–1959), deutscher Theologe, Autor, Studienleiter und Leiter des Missionshauses Bibelschule Wiedenest der Brüderbewegung
- Thomas Schirrmacher (* 1960), deutscher evangelisch−reformierter Theologe, Religionssoziologe, anglikanischer Bischof und ehemaliger Generalsekretär der Weltweiten Evangelischen Allianz
- Ernst Schrupp (1915–2005), deutscher Bibelschullehrer in Wiedenest, Mitbegründer Studentenmission in Deutschland (SMD), Arbeitsgemeinschaft Evangelikaler Missionen (AEM), Evangeliumsrundfunk (ERF) und Evangelische Nachrichtenagentur idea
- Manfred Siebald (* 1948), deutscher Amerikanist und Liedermacher
- Helge Stadelmann (* 1952), deutscher baptistischer Theologe und Rektor der Freien Theologischen Hochschule Gießen
- Hartmut Steeb (* 1953), deutscher Verwaltungswirt und Generalsekretär der Deutschen Evangelischen Allianz
- Peter Strauch (* 1943), deutscher freikirchlicher Pastor, Autor, Liederdichter und Präses Bund Freier evangelischer Gemeinden in Deutschland 1991–2007
- Gertrud Wasserzug (1894–1992), deutsche Theologin und Gründerin der Bibelschule Beatenberg (heute: Seminar für biblische Theologie Beatenberg)
- Roland Werner (* 1957), Sprachwissenschaftler, Bibelübersetzer und Redner beim Christival
- Jürgen Werth (* 1951), Journalist, Autor, Liedermacher und Direktor von ERF Medien (Deutschland)

### Englischer Sprachraum
- Gladys Aylward (1902–1970), britische Missionarin der China-Inland-Mission und Figur für den Film Die Herberge zur 6. Glückseligkeit
- Craig Blomberg (* 1955), US-amerikanischer Theologieprofessor
- William Booth (1829–1912), Gründer der Heilsarmee in London (aus dem Methodismus heraus)
- Bill Bright (1921–2003), US-amerikanischer Evangelist und Gründer von Campus Crusade for Christ International
- Frederick Fyvie Bruce (1910–1990), schottischer Neutestamentler und Autor
- John Bunyan (1628–1688), britischer Baptistenprediger und Autor von The Pilgrim’s Progress
- George W. Bush (* 1946), ehemaliger US-Präsident
- Tony Campolo (1935–2024), US-amerikanischer Soziologe, baptistischer Pastor, Sozialaktivist und Gründer der Red-Letter Christians
- Jimmy Carter (1924–2024), 39. US-Präsident, Friedensnobelpreisträger[189]
- Johnny Cash (1932–2003), US-amerikanischer Sänger und Komponist
- Oswald Chambers (1874–1917), britischer baptistischer Prediger und Autor
- Charles Colson (1931–2012), US-amerikanischer Sonderberater von Präsident Nixon
- William Lane Craig (* 1949), US-amerikanischer Theologe und Philosoph
- Loren Cunningham (1935–2023), US-amerikanischer Gründer von Jugend mit einer Mission
- John Nelson Darby (1800–1882), britischer Pastor und Mitbegründer der Brüderbewegung
- James Dobson (* 1936), US-amerikanischer Psychologe und Vorsitzender von Focus on the Family
- Jonathan Edwards (1703–1758), US-amerikanischer presbyterianischer Erweckungsprediger
- Jerry Falwell (1933–2007), US-amerikanischer baptistischer Pastor
- Charles Grandison Finney (1792–1875), US-amerikanischer Erweckungsprediger
- Billy Graham (1918–2018), US-amerikanischer Evangelist und Präsidentenberater
- John Grisham (* 1955), US-amerikanischer Rechtsanwalt und Schriftsteller
- Nicky Gumbel (* 1955), britischer anglikanischer Priester und Gründer des Alpha-Kurses
- Carl Ferdinand Howard Henry (1913–2003), US-amerikanischer Baptistenpastor, Hochschullehrer, Autor, Herausgeber und Mitbegründer der National Association of Evangelicals, Fuller Theological Seminary und Christianity Today.
- Bill Hybels (* 1951), US-amerikanischer Pastor und Gründer der Willow Creek Community Church
- Timothy Keller (1950–2023), US-amerikanischer presbyterianischer Pastor und Autor in New York
- Tim LaHaye (1926–2016), US-amerikanischer Baptistenpastor und Bestsellerautor von Finale – Die letzten Tage der Erde
- Martyn Lloyd-Jones (1899–1981), walisischer reformierter Prediger an der Westminster Chapel in London
- Max Lucado (* 1955), US-amerikanischer Missionar, Pastor der Kirche Gemeinde Christi und Schriftsteller
- John F. MacArthur (1939–2025), US-amerikanischer Prediger, Gemeindeleiter und Autor der MacArthur-Studienbibel
- Alister McGrath (* 1953), britischer Mathematiker, Physiker, Chemiker und Theologieprofessor in Oxford und London
- Aimee Semple McPherson (1890–1944), kanadisch-US-amerikanische Evangelistin und Gründerin der The Foursquare Church und des Angelus Temple
- John Gresham Machen (1881–1937), US-amerikanischer presbyterianischer Theologieprofessor in Princeton und Westminster
- Bruce Metzger (1914–2007), US-amerikanischer presbyterianischer Theologieprofessor
- Joyce Meyer (* 1943), US-amerikanische Evangelistin, Predigerin und Autorin
- Dwight Lyman Moody (1837–1899), US-amerikanischer Erweckungsprediger und Gründer des Moody Bible Institute Chicago
- John Raleigh Mott (1865–1955), US-amerikanischer Erweckungsprediger und CVJM-Sekretär
- Mark Noll (* 1946), US-amerikanischer Kirchenhistoriker und Autor
- Harold John Ockenga (1905–1985), US-amerikanischer presbyterianischer Pastor, Mitbegründer der National Association of Evangelicals, Fuller Theological Seminary und Christianity Today
- Thomas C. Oden (1931–2016), US-amerikanischer methodistischer Theologieprofessor
- John Ortberg (* 1957), US-amerikanischer presbyterianischer Pastor und Autor
- James Innell Packer (1926–2020), englisch-kanadischer anglikanischer Theologe am Regent College in Vancouver
- Ian Paisley (1926–2014), britischer Pfarrer und Politiker, First Minister von Nordirland, Lord Bannside
- Phoebe Palmer (1807–1874), US-amerikanische methodistische Predigerin, Frauenrechtlerin und Sozialaktivistin
- Mike Pence (* 1959), US-amerikanischer Politiker und Vizepräsident
- John Piper (* 1946), US-amerikanischer baptistischer Pastor und Theologieprofessor
- Condoleezza Rice (* 1954), US-amerikanische Politologin, ehemalige Außenministerin und Professorin in Stanford University
- Pat Robertson (1930–2023), US-amerikanischer Prediger, Politiker, Gründer der Christian Coalition of America und Regent University
- Ira D. Sankey (1840–1908), US-amerikanischer Sänger und Komponist von Erweckungsliedern
- Francis Schaeffer (1912–1984), US-amerikanischer presbyterianischer Theologe, Philosoph und Autor
- Cyrus I. Scofield (1843–1921), US-amerikanischer Jurist, Pastor und Herausgeber der dispensationalistischen Scofield-Bibel
- Albert Benjamin Simpson, kanadischer presbyterianischer Pastor, Missionar und Gründer der Christian and Missionary Alliance
- R. C. Sproul (1939–2017), US-amerikanischer presbyterianischer und calvinistischer Pastor und Theologieprofessor
- Charles Haddon Spurgeon (1834–1892), englischer baptistischer Erweckungsprediger
- John Stott (1921–2011), britischer anglikanischer Theologe, Autor und Referent bei den International Fellowship of Evangelical Students
- Billy Sunday (1862–1935), US-amerikanischer presbyterianischer Evangelist
- Hudson Taylor (1832–1905), britischer, methodistischer Missionar und Gründer der China-Inland-Mission
- Cornelius Van Til (1895–1987), US-amerikanischer Theologe am Westminster Theological Seminary
- Reuben Archer Torrey (1856–1928), US-amerikanischer Prediger, Autor und Leiter des Moody Bibel Institute Chicago
- Aiden Wilson Tozer (1897–1963), US-amerikanischer Prediger und Autor
- Benjamin Breckinridge Warfield (1851–1921), US-amerikanischer Theologe in Princeton
- Rick Warren (* 1954), US-amerikanischer Pastor der Saddleback Church und Autor von Leben mit Vision[190]
- John Wesley (1703–1791), britischer Prediger und Begründer des Methodismus
- George Whitefield (1714–1770), britischer Mitbegründer des Methodismus
- William Wilberforce (1759–1833), britischer Aktivist gegen den Sklavenhandel
- Dallas Willard (1935–2013), US-amerikanischer Vordenker, Schriftsteller und Philosoph an der University of Southern California
- John Wimber (1934–1997), US-amerikanischer Musiker, Evangelist, Theologe und Gemeindegründer von Vineyard
- Ben Witherington (* 1951), US-amerikanischer Theologieprofessor und Autor
- Nicholas Thomas Wright (* 1948), britischer Theologieprofessor und Autor an der University of St Andrews, Schottland
- Philip Yancey (* 1949), US-amerikanischer Journalist, Redaktor und Herausgeber von Christianity Today und Autor

### Andere Sprachräume
- Henry Dunant (1828–1910), Gründer des Roten Kreuzes, CVJM und Evangelischen Allianz in der Schweiz
- Fredrik Franson (1852–1908), schwedischer Evangelist und Gründer von Gemeindeverbänden und Missionsgesellschaften
- Ole Hallesby (1879–1961), norwegischer evangelischer Theologieprofessor und Autor
- Veli-Matti Kärkkäinen (* 1958), finnischer pfingstlerischer und lutherischer Systematischer Theologe und Autor
- Watchman Nee (1903–1972), chinesischer Prediger und Autor
- Corrie ten Boom (1892–1983), niederländische Uhrmacherin und Judenbeschützerin während der Nazibesetzung im Zweiten Weltkrieg
- Miroslav Volf (* 1956), kroatischer Theologe, in Deutschland promoviert, heute an der Yale University lehrender Anglikaner

## Fernseh-Dokumentationen
- Friends of God: A Road Trip With Alexandra Pelosi: TV-Dokumentation über Evangelikale in den USA – Friends of God in der englischsprachigen Wikipedia
- Von Göttern und Designern: Film zum Schwerpunkt Kreationismus von Frank Papenbroock und Peter Moers, produziert von arte.
- Mit der Bibel zum Abitur: Film von Peter Moers und Frank Papenbroock, produziert vom WDR
- Jesus Camp: Dokumentation über evangelikale Kinder in den USA, auf Netflix
- Evangelikale – Mit Gott an die Macht: Dreiteilige Dokumentationsserie über politischen Evangelikalismus vor allem in den USA, Regie: Thomas Johnson, 2023, arte.

### Geschichte der evangelikalen Bewegung
- Gisa Bauer: Evangelikale Bewegung und evangelische Kirche in der Bundesrepublik Deutschland. Geschichte eines Grundsatzkonflikts (1945 bis 1989). Vandenhoeck & Ruprecht, Göttingen 2012, ISBN 978-3-525-55770-9 (= Arbeiten zur kirchlichen Zeitgeschichte, Band 53, zugleich Habilitationsschrift an der Theologischen Fakultät der Universität Leipzig 2011).[191][192]
- David Bebbington: Evangelicalism in Modern Britain: A History from the 1730s to the 1980s. Unwin Hyman (London), 1989.
- Josef Braml, Karsten D. Voigt: Amerika, Gott und die Welt. George W. Bushs Außenpolitik auf christlich-rechter Basis. Matthes & Seitz, Berlin 2005, ISBN 3-88221-854-1.
- Werner Beyer (Hrsg.): Einheit in der Vielfalt. Aus 150 Jahren Evangelischer Allianz. Brockhaus, Wuppertal / Zürich 1995, ISBN 3-417-24135-9 (über die Anfänge der Evangelischen Allianz in Deutschland im 19. Jahrhundert und heutige Initiativen).
- Jörg Breitschwerdt: Theologisch konservativ. Studien zu Genese und Anliegen der evangelikalen Bewegung in Deutschland. Vandenhoeck & Ruprecht, Göttingen 2019 (Arbeiten zur Geschichte des Pietismus, Band 62), ISBN 978-3-525-57076-0.
- Tad DeLay: Against. What Does the White Evangelical Want? Cascade Books, Eugene 2019, ISBN 978-1-5326-6846-3.
- Thorsten Dietz: Menschen mit Mission. Eine Landkarte der evangelikalen Welt. SCM Brockhaus, Witten 2022, ISBN 978-3-417-00015-3.
- Frederik Elwert, Martin Radermacher, Jens Schlamelcher (Hrsg.): Handbuch Evangelikalismus. Transcript Verlag, Bielefeld 2017, ISBN 978-3-8376-3201-9 (PDF-Datei der Einleitung).
- Paul Freston: Evangelicals and Politics in Asia, Africa and Latin America. Cambridge UP 2004.
- Harold Fuller: People of the Mandate. The story of the World Evangelical Fellowship. Paternoster, Carlisle / Baker, Grand Rapids 1996, ISBN 1-900890-00-3.
- Michael Hausin: Staat, Verfassung und Politik aus der Sicht der evangelikalen Bewegung innerhalb des deutschen Protestantismus. Grin, München 2000, 2010, ISBN 978-3-640-70960-1 (Zugleich Dissertation an der Universität Rostock 1999).
- Hansjörg Hemminger: Evangelikal: von Gotteskindern und Rechthabern. Brunnen Verlag, Gießen 2016, ISBN 978-3-7655-2049-5.
- Michael Hochgeschwender: Amerikanische Religion: Evangelikalismus, Pfingstlertum, Fundamentalismus. Verlag der Weltreligionen im Inselverlag, Frankfurt am Main 2007, ISBN 978-3-458-71005-9.
- Friedhelm Jung: Die deutsche evangelikale Bewegung. Grundlinien ihrer Geschichte und Theologie. 3., erweiterte Auflage. Verlag für Kultur und Wissenschaft, Bonn 2001, ISBN 3-932829-21-2 (zugleich Dissertation an der Universität Marburg 1991).
- Jens Koehrsen: Middle Class Pentecostalism in Argentina: Inappropriate Spirits. Brill, Boston, ISBN 978-90-04-31014-8.
- Hartmut Lehmann, Ruth Albrecht (Hrsg.): Glaubenswelt und Lebenswelten. Band 4 von: Geschichte des Pietismus, hrsg. von Martin Brecht. Vandenhoeck & Ruprecht, Göttingen 2004, S. 49–82.
- Martin Sallmann, Ulrich Gäbler (Hrsg.): Der Pietismus im neunzehnten und zwanzigsten Jahrhundert. Vandenhoeck & Ruprecht, Göttingen 2000, ISBN 3-525-55348-X (= Marin Brecht (Hrsg.): Geschichte des Pietismus. Band 3, Gesamtausgabe der 4 Bände: ISBN 3-525-55351-X).
- Reinhard Scheerer: Bekennende Christen in den evangelischen Kirchen Deutschlands 1966–1991. Geschichte und Gestalt eines konservativ-evangelikalen Aufbruchs. Haag und Herchen, Frankfurt am Main 1997, ISBN 3-86137-560-5.

### Bücher von evangelikalen Theologen
- Randall Balmer: Encyclopedia of Evangelicalism. Baylor University Press, Waco, Texas 2004, ISBN 1-932792-04-X.
- Colin Hansen / Andrew David Naselli (Hrsg.): Four views on the spectrum of Evangelicalism, Counterpoints: Bible and Theology, Zondervan, Grand Rapids, Michigan 2011, ISBN 978-0-310-29316-3.
- Frank Hinkelmann: Evangelikal: in Deutschland, Österreich und der Schweiz. Ursprung, Bedeutung und Rezeption eines Begriffes, Verlag für Kultur und Wissenschaft, Bonn 2017, ISBN 978-3-86269-141-8.
- Stephan Holthaus: Fundamentalismus in Deutschland: Der Kampf um die Bibel im Protestantismus des 19. und 20. Jahrhunderts. 2. Auflage. Verlag für Kultur und Wissenschaft, Bonn 2003, ISBN 3-932829-85-9.
- Stephan Holthaus: Die Evangelikalen. Fakten und Perspektiven. Johannis-Kompakt, 2007, ISBN 978-3-501-05254-9.
- Fritz Laubach: Aufbruch der Evangelikalen. Brockhaus, Wuppertal 1972, ISBN 3-417-00401-2.
- Jürgen Mette: Die Evangelikalen: weder einzig noch artig. Eine biografisch-theologische Innenansicht, Gerth Medien, Aßlar 2019, ISBN 978-3-95734-548-6.
- Eckhard J. Schnabel: Sind Evangelikale Fundamentalisten? R. Brockhaus, Wuppertal/Zürich 1995, ISBN 3-417-29067-8. (Evangelikaler Theologe betont einerseits die Notwendigkeit von Glaubensfundamenten, warnt aber auch vor lieblosen Engstirnigkeiten).
- John Stott: Christsein in den Brennpunkten unserer Zeit (Ein führender Theologe in der europäischen evangelikalen Bewegung nimmt Stellung zu Zeitfragen).
- Derek J. Tidball: Reizwort Evangelikal. Entwicklung einer Frömmigkeitsbewegung. Ed. Anker, Stuttgart 1999 (englisch: 1994), ISBN 3-7675-7058-0 (Ein evangelikaler Theologe aus England beschreibt Geschichte und Lehre der Bewegung detailliert und leicht kritisch).

### Post-Evangelikalismus
- Dave Tomlinson: The Post-Evangelical. Society for Promoting Christian Knowledge, London 2002, ISBN 0-281-04814-2.
- Stanley J. Grenz: Renewing the Center: Evangelical Theology in a Post-Theological Era. Baker Academic, 2000, ISBN 0-8010-2239-8.